# Thổ Nhĩ Kỳ
Thổ Nhĩ Kỳ  (tiếng Thổ Nhĩ Kỳ: Türkiye [tyrkije]), quốc hiệu là Cộng hòa Thổ Nhĩ Kỳ (tiếng Thổ Nhĩ Kỳ: Türkiye Cumhuriyeti [tyrkije d͡ʒumhurijeti] ⓘ), thường được gọi ngắn là Thổ, là một quốc gia xuyên lục địa, phần lớn nằm tại Tây Á và một phần nằm tại Đông Nam Âu. Thổ Nhĩ Kỳ có biên giới với 8 quốc gia: Bulgaria ở phía tây bắc; Hy Lạp ở phía tây; Gruzia ở phía Đông Bắc; Armenia, Iran và vùng tách rời Nakhchivan của Azerbaijan ở phía đông; và Iraq cùng Syria ở phía đông nam. Địa Trung Hải ở phía nam; biển Aegea ở phía tây; và biển Đen ở phía bắc. Biển Marmara, các eo biển Bosphorus và Dardanelles phân ranh giới giữa Thrace và Anatolia, và cũng phân chia châu Âu và châu Á. Vị trí nằm tại nơi giao cắt giữa châu Âu và châu Á khiến Thổ Nhĩ Kỳ có tầm quan trọng địa chiến lược đáng kể.
Thổ Nhĩ Kỳ có người cư trú từ thời đại đồ đá cũ, Sau khi bị Alexandros Đại đế chinh phục, khu vực bị Hy Lạp hóa, quá trình này tiếp tục dưới sự cai trị của Đế quốc La Mã rồi tiếp theo là Đế quốc Đông La Mã. Người Thổ Seljuk bắt đầu di cư đến khu vực vào thế kỷ XI, khởi đầu quá trình Thổ Nhĩ Kỳ hóa. Bắt đầu từ cuối thế kỷ 13, người Ottoman thống nhất Anatolia và thiết lập một đế quốc bao gồm nhiều lãnh thổ tại Đông Nam Âu, Tây Nam Á và Bắc Phi, trở thành một cường quốc chủ yếu tại Âu-Á và châu Phi trong thời kỳ đầu hiện đại. Đế quốc đạt đỉnh cao quyền lực trong thế kỷ XV-XVII. Các cải cách Tanzimat trong thế kỷ XIX nhằm hiện đại hóa Ottoman là không đủ, và thất bại trong việc ngăn chặn đế quốc tan rã. Đế quốc Ottoman tham gia Chiến tranh thế giới thứ nhất trong Liên minh Trung tâm và cuối cùng chiến bại. Chiến tranh giành độc lập Thổ Nhĩ Kỳ do Mustafa Kemal Atatürk và các cộng sự của ông đề xướng tại Anatolia, dẫn đến việc thành lập nước Cộng hòa Türkiye hiện đại vào năm 1923, với Atatürk là tổng thống đầu tiên.
Thổ Nhĩ Kỳ là một nước cộng hòa dân chủ, thế tục, đơn nhất, và lập hiến với một di sản văn hóa đa dạng. Ngôn ngữ chính thức của quốc gia là tiếng Thổ Nhĩ Kỳ, đây là ngôn ngữ tự nhiên của xấp xỉ 85% cư dân. 70–80% dân số thuộc dân tộc Thổ Nhĩ Kỳ; phần còn lại gồm các dân tộc thiểu số như người Kurd. Đại đa số cư dân là tín đồ Hồi giáo. Thổ Nhĩ Kỳ là một thành viên của Liên Hợp Quốc, NATO, OECD, OSCE, OIC và G-20. Sau khi trở thành một trong các thành viên đầu tiên của Ủy hội châu Âu vào năm 1949, Thổ Nhĩ Kỳ trở thành một thành viên liên kết của EEC vào năm 1963, gia nhập Liên minh Thuế quan EU vào năm 1995 và bắt đầu các cuộc đàm phán về quyền thành viên đầy đủ với Liên minh châu Âu vào năm 2005. Kinh tế tăng trưởng và các sáng kiến ngoại giao của Thổ Nhĩ Kỳ khiến quốc gia này được công nhận là một cường quốc khu vực.

## Tên gọi
Tên gọi của Thổ Nhĩ Kỳ trong tiếng Việt bắt nguồn từ tiếng Trung. Trong tiếng Thổ Nhĩ Kỳ, nước này được gọi là Türkiye. Bằng tiếng Trung, "Tu-r-key" được phiên âm là "Tǔ ěr qí" (theo pinyin) và viết bằng chữ Hán là "土耳其" (Thổ Nhĩ Kỳ).
Vào ngày 31 tháng 5 năm 2022, tên gọi tiếng Anh chính thức của Thổ Nhĩ Kỳ tại Liên Hợp Quốc đã được thay thế thành Türkiye thay vì Turkey như trước đây, ngay sau khi có yêu cầu từ nước này. Tổng thống Recep Tayyip Erdoğan đã lý giải trong biên bản ghi nhớ của chính phủ về việc đổi tên nước: "Türkiye là sự biểu đạt tốt nhất cho văn hóa, văn minh và các giá trị của người dân Thổ Nhĩ Kỳ". Theo đài TRT, việc đổi tên gọi quốc tế cũng nhằm tránh bị gọi nhầm thành gà tây (Turkey trong tiếng Anh vừa để gọi tên Thổ Nhĩ Kỳ, nhưng cũng được dùng để chỉ loài gà tây). Ông Erdoğan đồng thời thông báo rằng hãng hàng không Turkish Airlines sẽ hoạt động dưới tên Thổ Nhĩ Kỳ của nó là Türk Hava Yolları, cùng với việc đổi tên này.

## Lịch sử

### Tiền sử của Anatolia và Đông Thrace

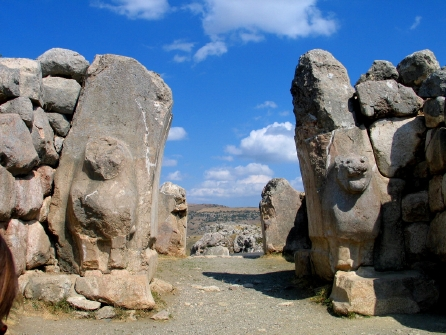
Cổng Sư tử tại Hattusa, thủ đô của Đế quốc Hittite. Lịch sử của thành phố truy nguyên đến thiên niên kỷ 6 TCN.

Bán đảo Anatolia là một trong những vùng có các khu định cư cổ nhất trên thế giới. Nhiều cư dân Anatolia cổ đại cư trú tại bán đảo, ít nhất là từ Thời đại đồ đá mới cho đến cuộc chinh phục của Alexandros Đại đế. Nhiều dân tộc nói một trong các ngôn ngữ Anatolia, một nhánh của Ngữ hệ Ấn–Âu. Dựa trên tính cổ xưa của các ngôn ngữ Hittite và Luwia, một số học giả đề xuất Anatolia là trung tâm giả thuyết mà từ đó các ngôn ngữ Ấn-Âu tỏa ra. Phần thuộc châu Âu của Thổ Nhĩ Kỳ được gọi là Đông Thrace, khu vực này có người cư trú từ ít nhất là bốn mươi nghìn năm trước, và được biết đến là nằm trong Thời đại đồ đá mới vào khoảng 6000 TCN khi các cư dân bắt đầu thực hiện nông nghiệp.
Göbekli Tepe là địa điểm có cấu trúc tôn giáo nhân tạo cổ nhất được biết đến, một đền thờ có niên đại từ 10.000 TCN, trong khi Çatalhöyük là một khu dân cư Thời đại đồ đá mới và đồ đồng đá rất lớn tại miền nam Anatolia, tồn tại từ khoảng 7500 TCN tới 5700 TCN. Khu dân cư Troy bắt đầu vào thời đại đồ đá mới và tiếp tục đến thời đại đồ sắt.
Những cư dân sớm nhất của Anatolia theo ghi chép là người Hatti và người Hurria, là các dân tộc phi Ấn-Âu lần lượt cư trú tại miền trung và miền đông Anatolia, từ khoảng 2300 TCN. Người Hittite Ấn-Âu đến Anatolia và dần hấp thu người Hattia và Hurria vào khoảng 2000-1700 TCN. Đế quốc lớn đầu tiên trong khu vực do người Hittite thành lập, tồn tại từ thế kỷ XVIII đến thế kỷ XIII TCN. Người Assyria chinh phục và định cư tại nhiều nơi của miền đông nam Thổ Nhĩ Kỳ từ 1950 TCN cho đến năm 612 TCN. Urartu tái xuất hiện trên các câu khắc Assyria vào thế kỷ IX TCN như một đối thủ phương bắc hùng mạnh của Assyria.
Sau khi Đế quốc Hittite sụp đổ vào khoảng 1180 TCN, một dân tộc Ấn-Âu là Phrygia giành được uy thế tại Anatolia cho đến khi vương quốc của họ bị người Cimmeria tiêu diệt vào thế kỷ VII TCN. Bắt đầu từ 714 BC, Urartu có số phận tương tự và giải thể vào năm 590 TCN. Các quốc gia kế thừa hùng mạnh nhất của Phrygia là Lydia, Caria và Lycia.

### Thời cổ đại và Đông La Mã

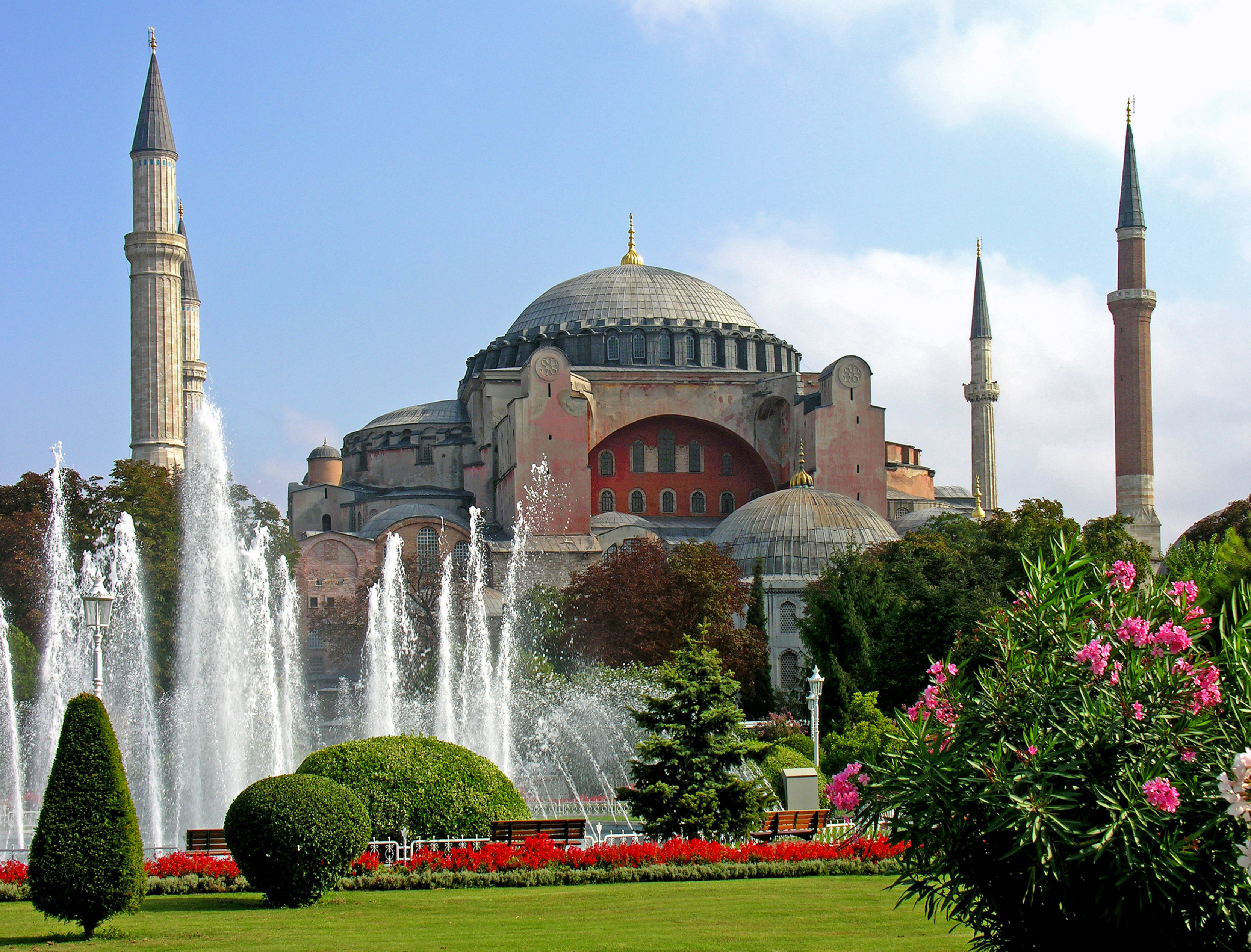
Hagia Sophia tại Istanbul nguyên là một nhà thờ Cơ Đốc giáo, sau là một thánh đường Hồi giáo và hiện là một bảo tàng, công trình được người Byzantine xây dựng trong thế kỷ VI.

Bắt đầu từ khoảng 1200 TCN, người Hy Lạp Aeolus và Ionia định cư nhiều tại duyên hải Anatolia. Nhiều thành phố quan trọng được họ lập ra, như Miletus, Ephesus, Smyrna và Byzantium. Quốc gia đầu tiên được các dân tộc lân cận gọi là Armenia là quốc gia của triều đại Orontid, bao gồm các bộ phận miền đông Thổ Nhĩ Kỳ, bắt đầu từ thế kỷ VI TCN. Tại tây bắc Thổ Nhĩ Kỳ, nhóm bộ tộc quan trọng nhất tại Thrace là Odyrisia.
Đế quốc Achaemenes Ba Tư chinh phục Anatolia trong các thế kỷ VI và V TCN, rồi thất thủ trước Alexandros Đại đế vào năm 334 TCN, sự kiện này làm gia tăng tính đồng nhất văn hóa và Hy Lạp hóa trong khu vực. Sau khi Alexandros Đại đế từ trần vào năm 323 TCN, Anatolia bị phân chia thành một số vương quốc Hy Lạp hóa nhỏ, toàn bộ chúng đều trở thành bộ phận của Cộng hòa La Mã vào khoảng giữa thế kỷ I TCN. Quá trình Hy Lạp hóa vốn bắt đầu bằng cuộc chinh phục của Alexandros được tăng tốc dưới sự cai trị của La Mã, và đến khoảng những thế kỷ đầu CN thì ngữ tộc Anatolia và văn hóa bản địa bị tuyệt diệt, phần lớn bị thay thế bằng ngôn ngữ và văn hóa Hy Lạp cổ đại.
Năm 324, Constantine I lựa chọn Byzantium làm thủ đô mới của Đế quốc La Mã. Sau khi Theodosius I từ trần vào năm 395 và đế quốc bị phân chia vĩnh viễn giữa hai con trai của ông, thành phố trở thành thủ đô của Đế quốc Đông La Mã và có tên gọi đại chúng là Constantinopolis. Đế quốc Đông La Mã cai trị hầu hết lãnh thổ nay thuộc Thổ Nhĩ Kỳ cho đến Hậu kỳ Trung Cổ.

### Người Seljuk và Đế quốc Ottoman

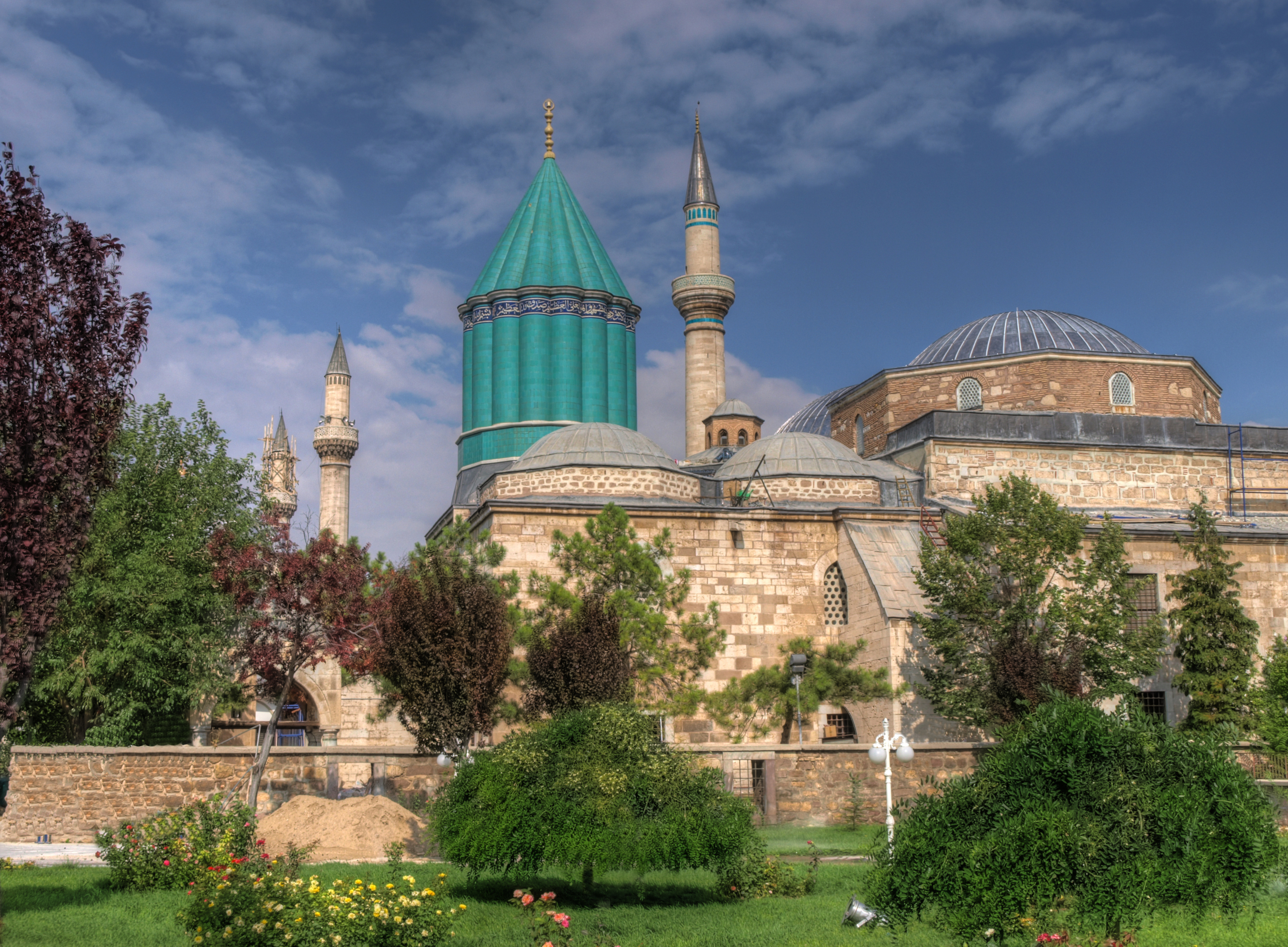
Bảo tàng Mevlana tại Konya do người Thổ Seljuk xây dựng vào năm 1274. Konya là thủ đô của Hồi quốc Rum.

Nhà Seljuk là một nhánh của người Thổ Oghuz Kınık, những người cư trú tại ngoại vi của thế giới Hồi giáo, trong Hãn quốc Yabghu của liên minh Oguz, từ phía bắc của các biển Caspia và Aral, trong thế kỷ IX. Trong thế kỷ X, người Seljuk bắt đầu di cư đến Ba Tư, nơi này trở thành trung tâm hành chính của Đế quốc Đại Seljuk.
Trong nửa cuối của thế kỷ XI, người Seljuk bắt đầu thâm nhập các khu vực miền đông của Anatolia. Năm 1071, người Thổ Seljuk đánh bại người Đông La Mã trong trận Manzikert, khởi đầu Thổ hóa khu vực, ngôn ngữ Thổ Nhĩ Kỳ và Hồi giáo được đưa đến Anatolia và dần truyền bá khắp khu vực và tiến hành chuyển đổi chậm Anatolia từ khu vực chủ yếu Cơ Đốc giáo và Hy Lạp ngữ sang chủ yếu Hồi giáo và Thổ ngữ.
Năm 1243, quân đội Seljuk bị người Mông Cổ đánh bại, khiến quyền lực của Đế quốc Seljuk từ từ tan rã. Trong bối cảnh này, một trong các thân vương quốc Thổ do Osman I cai trị tiến triển thành Đế quốc Ottoman. Năm 1453, người Ottoman hoàn thành chinh phục Đế quốc Đông La Mã khi chiếm lĩnh Constantinopolis.
Năm 1514, Sultan Selim I (1512-1520) bành trướng thành công biên giới phía nam và phía đông của Đế quốc khi đánh bại Shah Ismail I của triều đại Safavid trong trận Chaldiran. Năm 1517, Selim I bành trướng quyền cai trị của Ottoman đến Algérie và Ai Cập, và thiết lập hiện diện hải quân tại biển Đỏ. Sau đó, Ottoman và Bồ Đào Nha bắt đầu cạnh tranh để trở thành thế lực hải dương chi phối tại Ấn Độ Dương. Sự hiện diện của người Bồ Đào Nha tại Ấn Độ Dương được cho là một mối đe dọa đối với độc quyền của Ottoman trên các tuyến mậu dịch cổ giữa Đông Á và Tây Âu. Độc quyền quan trọng này càng bị tổn hại sau khi người Bồ Đào Nha phát hiện tuyến hàng hải vòng qua châu Phi vào năm 1488, một tác động đáng kể đối với kinh tế Ottoman.
Quyền lực và thanh thế của Ottoman đạt đỉnh trong thế kỷ XVI và XVII, đặc biệt là trong triều đại của Suleiman I. Ottoman thường xung đột với Đế quốc La Mã Thần thánh trong bước tiến vững chắc của mình hướng đến Trung Âu qua Balkan và phần phía nam của Liên bang Ba Lan và Lietuva. Trên hải dương, Hải quân Ottoman đấu tranh với vài liên minh Công giáo để kiểm soát Địa Trung Hải. Tại phía đông, người Ottoman thỉnh thoảng có chiến tranh với Safavid Ba Tư từ thế kỷ XVI đến XVIII do tranh chấp lãnh thổ và khác biệt tôn giáo.
Từ đầu thế kỷ XIX trở đi, Ottoman bắt đầu suy yếu, kích thước lãnh thổ cùng năng lực quân sự và thịnh vượng dần giảm đi, khiến nhiều người Hồi giáo Balkan di cư đến phần trung tâm của Đế quốc tại Anatolia, Ottoman suy yếu khiến tình cảm dân tộc chủ nghĩa nổi lên trong các dân tộc khác nhau, dẫn đến gia tăng căng thẳng dân tộc mà đôi khi bùng phát thành bạo lực.
Ottoman tham gia Chiến tranh thế giới thứ nhất bên phe Liên minh Trung tâm và cuối cùng chiến bại. Trong chiến tranh, người Armenia trong Đế quốc bị trục xuất từ miền đông Anatolia đến Syria như một phần của Cuộc diệt chủng người Armenia. Theo ước tính, có 1,5 triệu người Armenia bị sát hại. Chính phủ Thổ Nhĩ Kỳ bác bỏ đó là một cuộc diệt chủng và tuyên bố rằng người Armenia chỉ bị tái định cư từ khu vực chiến sự phía đông. Sau Hiệp định đình chiến Mudros vào ngày 30 tháng 10 năm 1918, Đồng Minh tìm cách phân chia Ottoman thông qua Hòa ước Sèvres 1923.

### Cộng hòa Thổ Nhĩ Kỳ

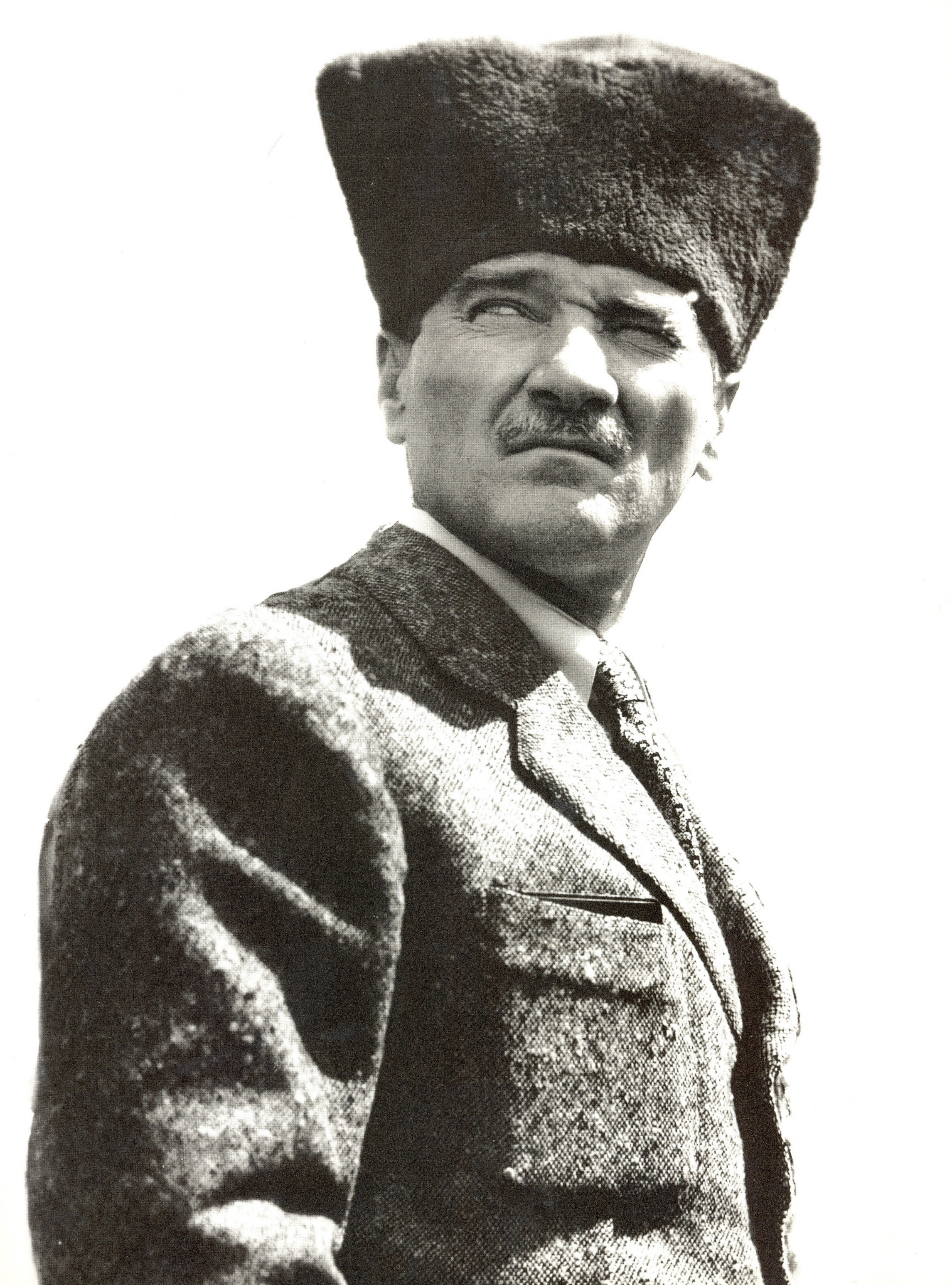
Mustafa Kemal Atatürk, nhà sáng lập và là tổng thống đầu tiên của nước Cộng hòa Thổ Nhĩ Kỳ.

Trước việc Đồng Minh chiếm đóng Constantinopolis và Smyrna, Phong trào Dân tộc Thổ Nhĩ Kỳ được xúc tiến thành lập. Dưới quyền lãnh đạo của Mustafa Kemal, Chiến tranh giành độc lập Thổ Nhĩ Kỳ được tiến hành với mục tiêu hủy bỏ các điều khoản của Hòa ước Sèvres.
Đến ngày 18 tháng 9 năm 1922, các quân đội chiếm đóng bị trục xuất, và chính thể Thổ Nhĩ Kỳ đặt tại Ankara bắt đầu chính thức hóa chuyển giao tư pháp từ Ottoman sang hệ thống chính trị Cộng hòa mới. Ngày 1 tháng 11, nghị viện mới hình thành chính thức bãi bỏ Đế quốc. Hiệp ước Lausanne ngày 24 tháng 7 năm 1923 dẫn đến việc quốc tế công nhận chủ quyền của "Cộng hòa Thổ Nhĩ Kỳ" mới hình thành với vị thế quốc gia liên tục của Đế quốc Ottoman, và nước cộng hòa được tuyên bố chính thức vào ngày 29 tháng 10 năm 1923 tại thủ đô mới Ankara. Hiệp định Lausanne quy định trao đổi cư dân giữa Hy Lạp và Thổ Nhĩ Kỳ, do đó 1,1 triệu người Hy Lạp rời Thổ Nhĩ Kỳ trong khi 380 nghìn người Hồi giáo chuyển từ Hy Lạp sang Thổ Nhĩ Kỳ. Mustafa Kemal trở thành tổng thống đầu tiên của nước cộng hòa và sau đó tiến hành nhiều cải cách căn bản với mục tiêu chuyển đổi quốc gia Ottoman-Thổ Nhĩ Kỳ cũ thành một nước cộng hòa thế tục mới.
Thổ Nhĩ Kỳ duy trì trung lập trong hầu hết Chiến tranh thế giới thứ hai, tuy nhiên tham gia trong giai đoạn cuối của chiến tranh bên phe Đồng Minh vào ngày 23 tháng 2 năm 1945. Ngày 26 tháng 6 năm 1945, Thổ Nhĩ Kỳ trở thành một thành viên hiến chương của Liên Hợp Quốc. Khó khăn của Hy Lạp sau chiến tranh đàn áp nổi loạn cộng sản, cùng với các yêu cầu của Liên Xô về căn cứ quân sự tại các eo biển Thổ Nhĩ Kỳ, xúc tiến Hoa Kỳ tuyên bố Học thuyết Truman vào năm 1947. Học thuyết đề ra các mục đích của Hoa Kỳ để đảm bảo an ninh cho Thổ Nhĩ Kỳ và Hy Lạp, kết quả là hỗ trợ quân sự và kinh tế quy mô lớn của Hoa Kỳ. Hai quốc gia tham dự Kế hoạch Marshall và OEEC về tái thiết các nền kinh tế châu Âu vào năm 1948, và sau đó trở thành các thành viên sáng lập của OECD vào năm 1961.
Sau khi tham gia cùng lực lượng Liên Hợp Quốc trong Chiến tranh Triều Tiên, Thổ Nhĩ Kỳ gia nhập NATO vào năm 1952, trở thành một tường thành chống lại sự bành trướng của Liên Xô đến Địa Trung Hải. Sau một thập niên bạo lực giữa các cộng đồng tại Síp, và đảo chính tại Síp vào ngày 15 tháng 7 năm 1974, trong đó phế truất Tổng thống Makarios và đưa nhân vật ủng hộ liên minh với Hy Lạp là Nikos Sampson lên cầm quyền, Thổ Nhĩ Kỳ xâm chiếm Síp vào ngày 20 tháng 7 năm 1974. Chín năm sau đó, Cộng hòa Thổ Nhĩ Kỳ Bắc Síp được thành lập, Thổ Nhĩ Kỳ là quốc gia duy nhất công nhận chính thể này.
Giai đoạn độc đảng kết thúc vào năm 1945, sau đó là một chuyển đổi náo động sang dân chủ đa đảng trong vài thập niên kế tiếp, bị gián đoạn do đảo chính quân sự vào năm 1960, 1971, và 1980, cũng như một bị vong lục quân sự vào năm 1997. Năm 1984, một nhóm ly khai người Kurd mang tên PKK bắt đầu chiến dịch nổi loạn chống chính phủ Thổ Nhĩ Kỳ. Kể từ khi tự do hóa kinh tế trong thập niên 1980, Thổ Nhĩ Kỳ đạt được tăng trưởng kinh tế mạnh hơn và ổn định chính trị lớn hơn. Trong tháng 7 năm 2016, phát sinh một nỗ lực đảo chính bất thành nhằm phế truất chính phủ Thổ Nhĩ Kỳ. Sau đó, chính phủ tiến hành thanh trừng hàng loạt.

## Địa lý

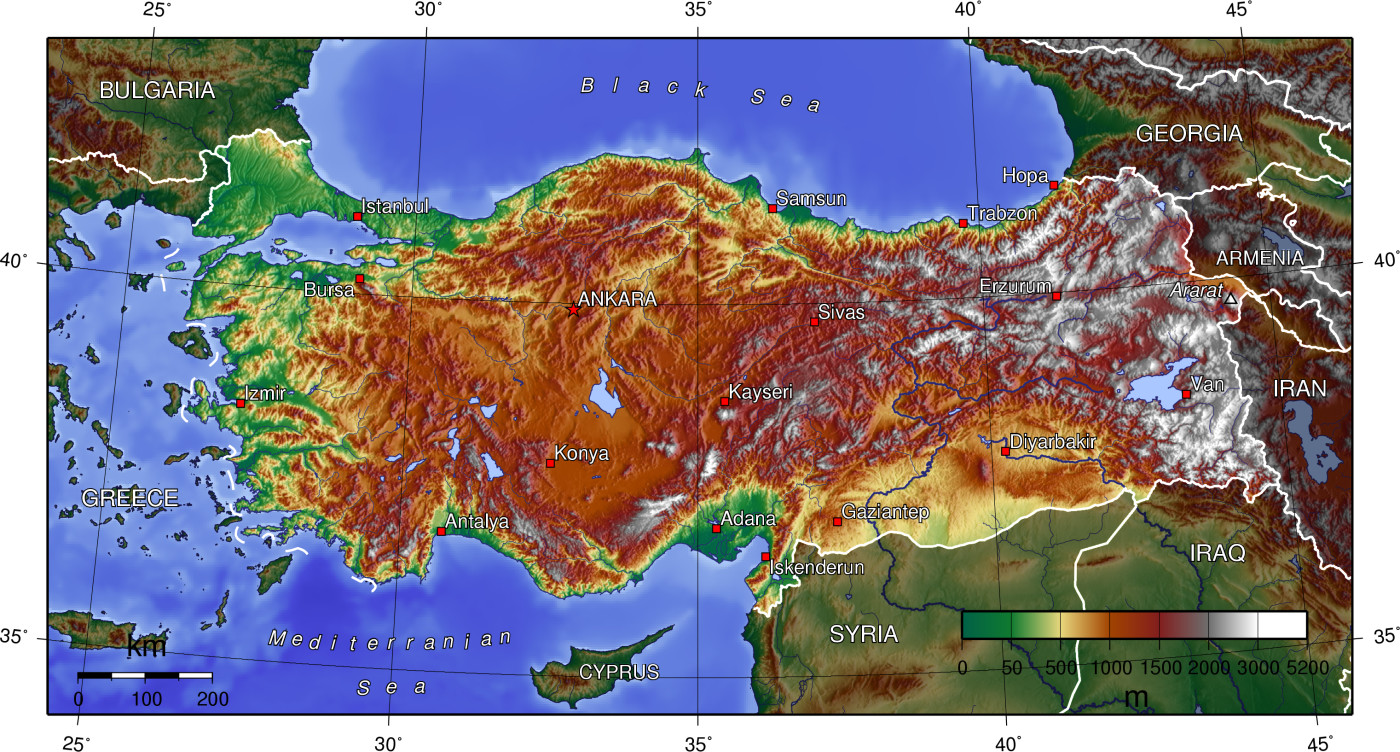
Bản đồ địa hình Thổ Nhĩ Kỳ

Thổ Nhĩ Kỳ là một quốc gia liên lục địa Á-Âu. Phần lãnh thổ Thổ Nhĩ Kỳ thuộc châu Á chiếm 97% diện tích toàn quốc, tách khỏi phần lãnh thổ Thổ Nhĩ Kỳ thuộc châu Âu qua eo biển Bosphorus, biển Marmara và eo biển Dardanelles. Phần lãnh thổ Thổ Nhĩ Kỳ thuộc châu Âu chiếm 3% diện tích toàn quốc.
Lãnh thổ của Thổ Nhĩ Kỳ dài trên 1.600 km và rộng trên 800 km, có hình dạng gần giống hình chữ nhật. Thổ Nhĩ Kỳ nằm giữa các vĩ độ 35° và 43° Bắc, và các kinh độ 25° và 45° Đông. Diện tích của Thổ Nhĩ Kỳ, gồm cả mặt hồ, là 783.562 km², trong đó 755.688 km² nằm tại Tây Nam Á và 23.764 km² nằm tại châu Âu. Thổ Nhĩ Kỳ là quốc gia lớn thứ 37 thế giới xét theo diện tích. Quốc gia này có biển bao quanh tại ba mặt: biển Aegea tại phía tây, biển Đen tại phía bắc và Địa Trung Hải tại phía nam. Thổ Nhĩ Kỳ có biển Marmara tại phía tây bắc.
Phần thuộc châu Âu của Thổ Nhĩ Kỳ là Đông Thrace, có biên giới với Hy Lạp và Bulgaria. Phần thuộc châu Á của Thổ Nhĩ Kỳ là Anatolia, gồm một cao nguyên trung ương có độ cao lớn cùng các đồng bằng duyên hải hẹp, nằm giữa các dãy núi Köroğlu và Pontic tại phía bắc và Taurus tại phía nam. Miền đông của Thổ Nhĩ Kỳ có cảnh quan đồi núi hơn và là nguồn của các sông như Euphrates, Tigris và Aras, và có điểm cao nhất Thổ Nhĩ Kỳ là Núi Ararat với cao độ 5.137 m, và hồ lớn nhất toàn quốc là hồ Van.
Thổ Nhĩ Kỳ được phân thành bảy khu vực điều tra nhân khẩu: Marmara, Aegea, Biển Đen, Trung Anatolia, Đông Anatolia, Đông Nam Anatolia và Địa Trung Hải. Địa hình gồ ghề tại phía bắc Anatolia dọc theo biển Đen giống như một dải dài và hẹp. Như khuynh hướng chung, cao nguyên Anatolia nội lục ngày càng gồ ghề khi đi về phía đông.
Cảnh quan đa dạng của Thổ Nhĩ Kỳ là kết quả của các hoạt động địa chất phức tạp, tạo thành hình khu vực trong hàng nghìn năm và vẫn biểu thị thông qua các trận động đất khá thường xuyên và thỉnh thoảng là phun trào núi lửa. Các eo biển Bosphorus và Dardanelles xuất hiện do đường đứt gãy chạy qua Thổ Nhĩ Kỳ, đường đứt gãy này là nguyên nhân dẫn đến hình thành biển Đen. Tồn tại một đường đứt gãy động đất chạy qua phía bắc của quốc gia từ tây sang đông.

### Đa dạng sinh học

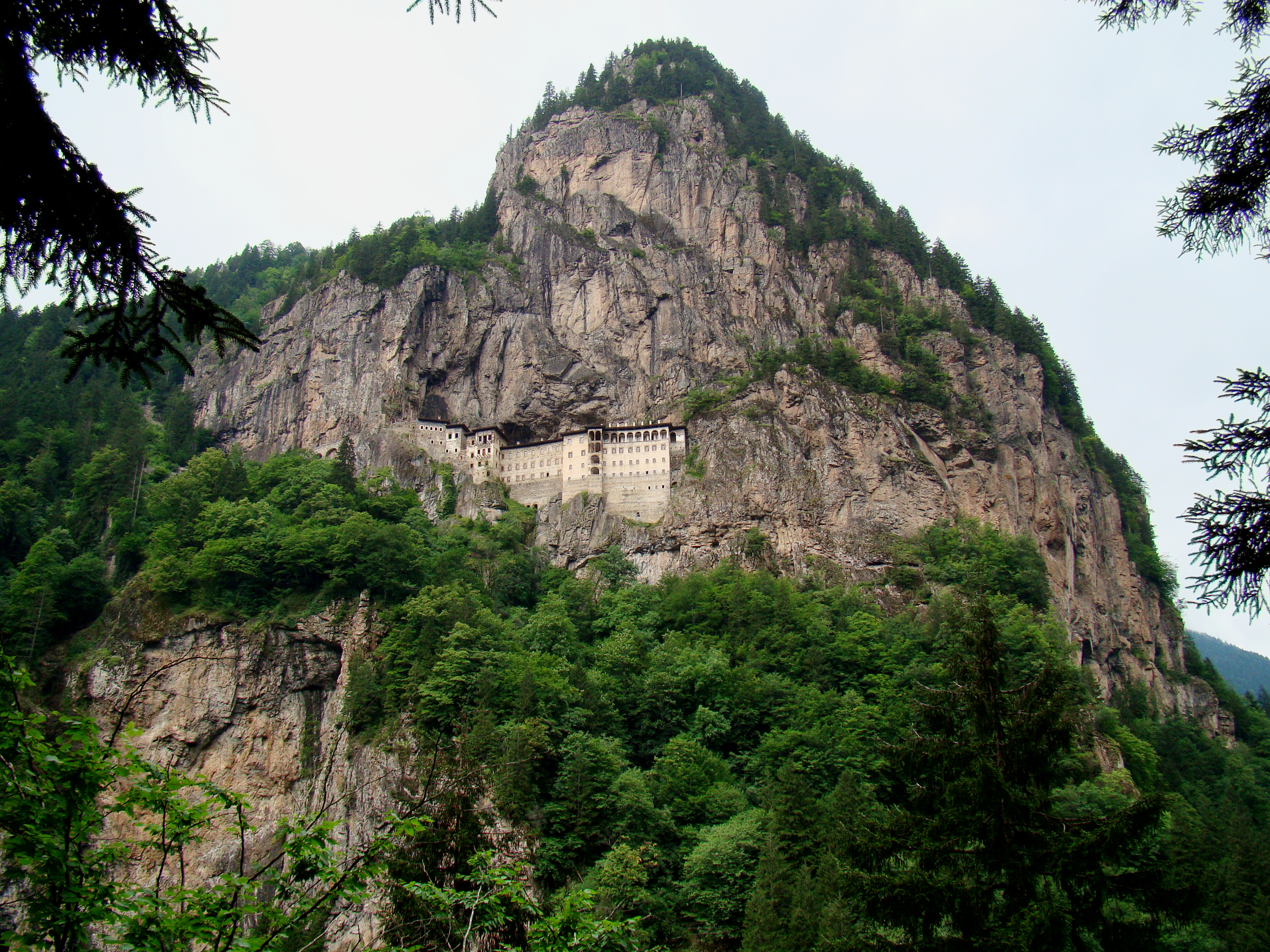
Tu viện Sümela trên dãy núi Pontic. Những ngọn núi này tạo thành một khu vực sinh thái với các loại rừng mưa ôn đới đa dạng.

Hệ sinh thái đặc biệt và sự đa dạng về môi trường sống của Thổ Nhĩ Kỳ sản sinh đa dạng đáng kể về loài. Anatolia là quê hương của nhiều loài thực vật đã được canh tác để làm thực phẩm từ khi xuất hiện nông nghiệp, và các tổ tiên hoang dã của nhiều thực vật mà hiện cung cấp lương thực cho nhân loại vẫn mọc tại Thổ Nhĩ Kỳ. Tính đa dạng của động vật tại Thổ Nhĩ Kỳ thậm chí còn lớn hơn của thực vật, số lượng loài động vật trên toàn châu Âu là khoảng 60.000; tại Thổ Nhĩ Kỳ có trên 8.000.
Rừng hạt trần và rụng lá Bắc Anatolia là một hệ sinh thái bao trùm hầu hết Dãy núi Pontic tại miền bắc Thổ Nhĩ Kỳ, trong khi rừng hỗn hợp Kavkaz trải rộng khắp cực đông của dãy núi. Khu vực này là nơi sống của các loại động vật hoang dã Âu-Á như cắt hỏa mai, đại bàng vàng, đại bàng đầu nâu, Clanga pomarina, gà gô Kavkaz, bạch yến trán đỏ, và Tichodroma muraria. Dải duyên hải hẹp giữa dãy núi Pontic và biển Đen có rừng rụng lá Euxine-Colchic, gồm một số trong số ít khu rừng mưa ôn đới của thế giới.
Thổ Nhĩ Kỳ có 40 công viên quốc gia, 189 công viên tự nhiên, 31 khu vực bảo tồn tự nhiên, 80 khu vực bảo tồn loài hoang dã và 109 di tích tự nhiên như Công viên quốc gia lịch sử Gallipoli, Công viên quốc gia núi Nemrut, Công viên quốc gia Troy cổ đại, Công viên tự nhiên Ölüdeniz và Công viên tự nhiên Polonezköy.
Ankara nổi tiếng với mèo Angora, thỏ Angora và dê Angora. Giống mèo quốc gia khác của Thổ Nhĩ Kỳ là mèo Van. Các giống chó quốc gia là chó chăn cừu Anatolia, Kangal, Malaklı và Akbaş.

### Khí hậu

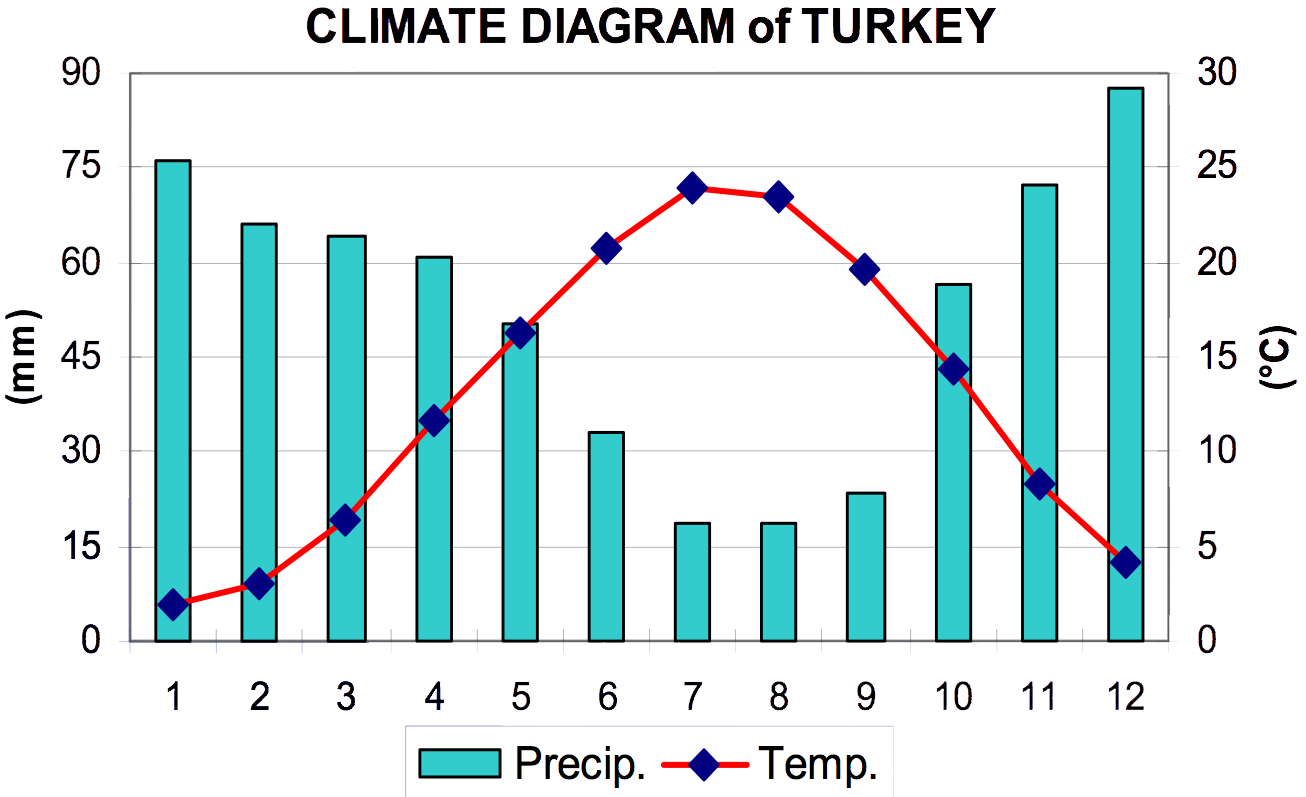
Biểu đồ khí hậu của Thổ Nhĩ Kỳ

Các khu vực duyên hải của Thổ Nhĩ Kỳ giáp với biển Aegea và Địa Trung Hải có khí hậu Địa Trung Hải ôn hòa, với mùa hè nóng khô và mùa đông mát ẩm. Các khu vực duyên hải giáp với biển Đen có khí hậu đại dương ôn hòa với mùa hè ấm ẩm và mùa đông lạnh ẩm. Duyên hải biển Đen của Thổ Nhĩ Kỳ nhận lượng giáng thủy lớn nhất và là khu vực duy nhất trong nước nhận được lượng giáng thủy cao suốt năm. Phần phía đông của khu vực duyên hải này nhận được lượng giáng thủy hàng năm là 2.200 milimét (87 in), cao nhất toàn quốc.
Các khu vực duyên hải giáp với biển Marmara có khí hậu chuyển tiếp giữa khí hậu Địa Trung Hải ôn hòa và khí hậu đại dương ôn hòa, với mùa hè từ ấm đến nóng và tương đối khô cùng mùa mưa từ mát đến lạnh và ẩm. Tuyết rơi tại các khu vực duyên hải của biển Marmara và biển Đen hầu như tất cả mùa đông, song thường tan trong một vài ngày. Tuy nhiên, tuyết hiếm khi rơi tại các khu vực duyên hải giáp với biển Aegea và rất hiếm tại các khu vực duyên hải giáp với Địa Trung Hải.
Các ngọn núi gần bờ biển ngăn các ảnh hưởng Địa Trung Hải mở rộng đến nội lục, khiến miền trung cao nguyên Anatolia có khí hậu lục địa với các mùa tương phản mạnh. Mùa đông tại phần phía đông của cao nguyên đặc biệt khắc nghiệt. Nhiệt độ −30 đến −40 °C (−22 đến −40 °F) có thể xuất hiện tại miền đông Anatolia. Tại phía tây, nhiệt độ trung bình mùa đông dưới 1 °C (34 °F). Mùa hè nóng và khô, với nhiệt độ thường trên 30 °C (86 °F) vào ban ngày. Lượng giáng thủy trung bình năm là khoảng 400 mm, thay đổi theo độ cao. Các khu vực khô nhất là đồng bằng Konya và đồng bằng Malatya, tại đó lượng mưa hàng năm thường dưới 300 mm (12 in). Tháng 5 thường là tháng mưa nhiều nhất, còn tháng 7 và tháng 8 là các tháng khô nhất.

## Chính trị
Thổ Nhĩ Kỳ là một nước cộng hòa tổng thống chế với một hệ thống đa đảng. Hiến pháp hiện hành được ban hành vào năm 1982. Chính quyền được chia thành ba nhánh lập pháp, hành pháp và tư pháp. Đại Quốc hội là cơ quan lập pháp đơn viện, gồm 600 nghị sĩ. Tổng thống là nguyên thủ quốc gia kiêm người đứng đầu chính phủ và thực hiện quyền hành pháp. Hệ thống tư pháp được chia thành tòa án ngạch tư pháp và tòa án ngạch hành chính, trong đó Tòa án Hiến pháp là cơ quan giám sát hiến pháp, Tòa Phá án là cơ quan xét xử tư pháp cao nhất, Tham chính viện là cơ quan xét xử hành chính cao nhất và Tòa án tranh chấp thẩm quyền là cơ quan giải quyết tranh chấp giữa các cơ quan tư pháp.
Phổ thông đầu phiếu cho cả hai giới được áp dụng trên toàn Thổ Nhĩ Kỳ từ năm 1933, và mọi công dân Thổ Nhĩ Kỳ sang tuổi 18 đều có quyền bỏ phiếu. Đại Quốc hội là cơ quan lập pháp cho một nhiệm kỳ 4 năm từ một hệ thống đại diện tỷ lệ danh sách đảng từ 85 khu vực bầu cử. Tòa án Hiến pháp cho thể tước đoạt nguồn tài chính công cộng của các chính đảng nếu họ bị cho là chống thế tục hoặc ly khai, hoặc cấm chỉ tồn tại hoàn toàn. Ngưỡng bầu cử là 10% số phiếu.
Những người ủng hộ các cải cách của Atatürk và những người theo chủ nghĩa Hồi giáo đại diện cho hai cực về vai trò của tôn giáo trong sinh hoạt công cộng. Quan điểm của phe thân Atatürk về đại thể là kết hợp một loại chế độ dân chủ với một hiến pháp tách khỏi tôn giáo và phương thức sinh hoạt thế tục Tây phương hóa, trong khi ủng hộ can thiệp của nhà nước trong kinh tế, giáo dục, và các dịch vụ công cộng khác. Từ thập niên 1980, gia tăng bất bình đẳng thu nhập và phân biệt đẳng cấp khiến chủ nghĩa dân túy Hồi giáo nổi lên, đây là một phong trào mà theo lý thuyết ủng hộ nghĩa vụ với nhà cầm quyền, đoàn kết cộng đồng và công bằng xã hội.
Nhân quyền tại Thổ Nhĩ Kỳ là đề tài gặp một số tranh luận và chỉ trích quốc tế. Từ năm 1998 đến 2008, Tòa án Nhân quyền châu Âu đưa ra trên 1.600 phán quyết chống Thổ Nhĩ Kỳ do các vi phạm nhân quyền. Các vấn đề khác như quyền lợi của người Kurd, nữ quyền và tự do báo chí cũng thu hút tranh luận. Hồ sơ nhân quyền của Thổ Nhĩ Kỳ tiếp tục là một chướng ngại vật đáng kể đối với quyền thành viên EU trong tương lai của quốc gia này.

### Pháp luật

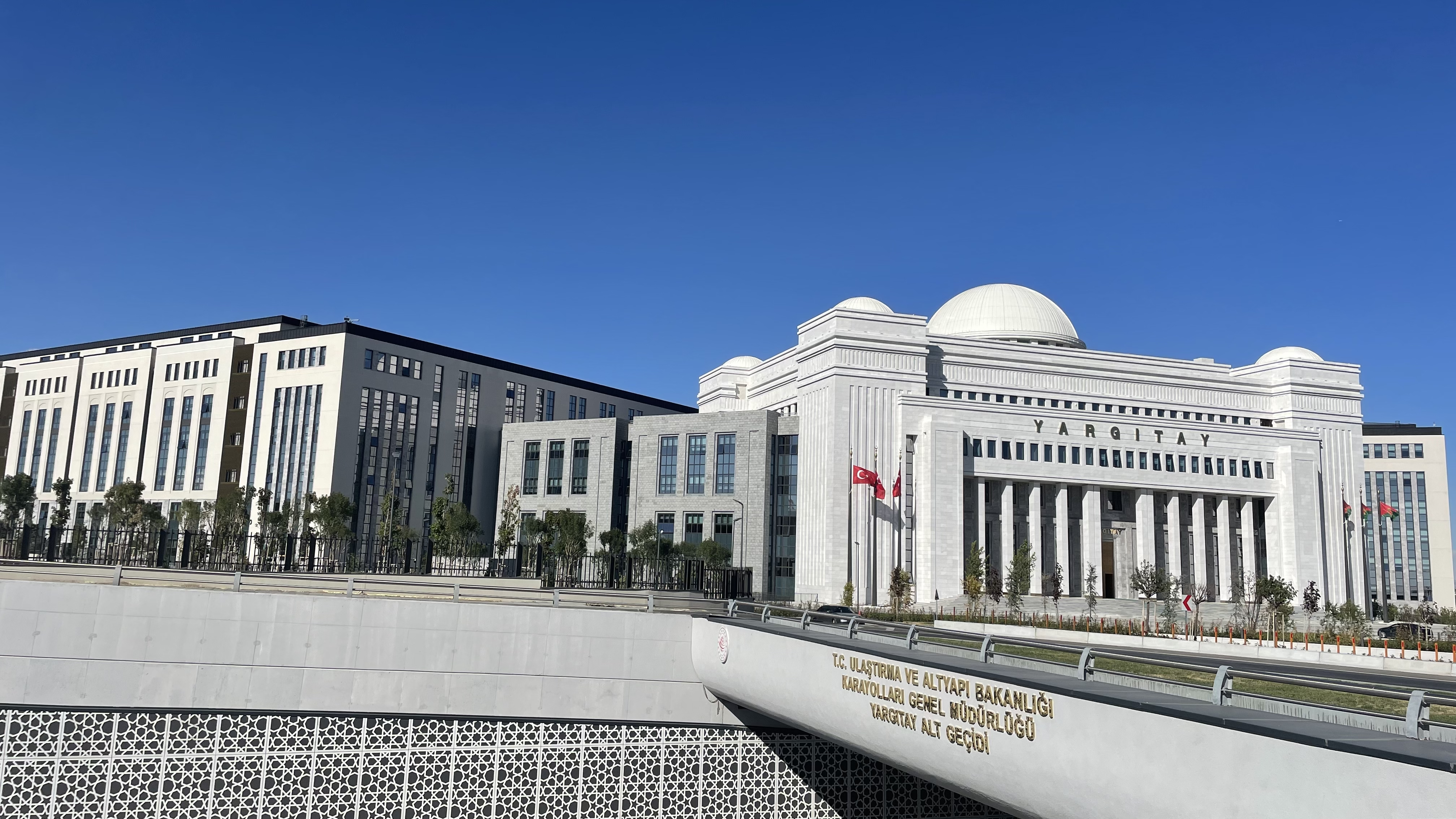
Tòa Phá án là cơ quan xét xử hình sự, dân sự cao nhất của Thổ Nhĩ Kỳ.

Hệ thống pháp luật của Thổ Nhĩ Kỳ theo dân luật. Bộ luật dân sự Thổ Nhĩ Kỳ được ban hành vào năm 2916 dựa trên Bộ luật dân sự Thụy Sĩ. Bộ luật hình sự Thổ Nhĩ Kỳ được ban hành vào năm 2005 dựa trên Bộ luật hình sự Đức. Luật hành chính dựa trên luật hành chính của Pháp, trong khi luật thủ tục chịu ảnh hưởng của pháp luật Thụy Sĩ, Đức và Pháp. Sharia không được áp dụng trong hệ thống pháp luật.
Tổng cục An ninh, Bộ Tổng tư lệnh Hiến binh và Bộ Tư lệnh Cảnh sát Biển thuộc Bộ Nội vụ chịu trách nhiệm thực thi pháp luật tại Thổ Nhĩ Kỳ. Theo các số liệu do Bộ Tư pháp công bố, có 100.000 người bị giam trong các nhà tù Thổ Nhĩ Kỳ trong tháng 11 năm 2008.

### Quan hệ đối ngoại

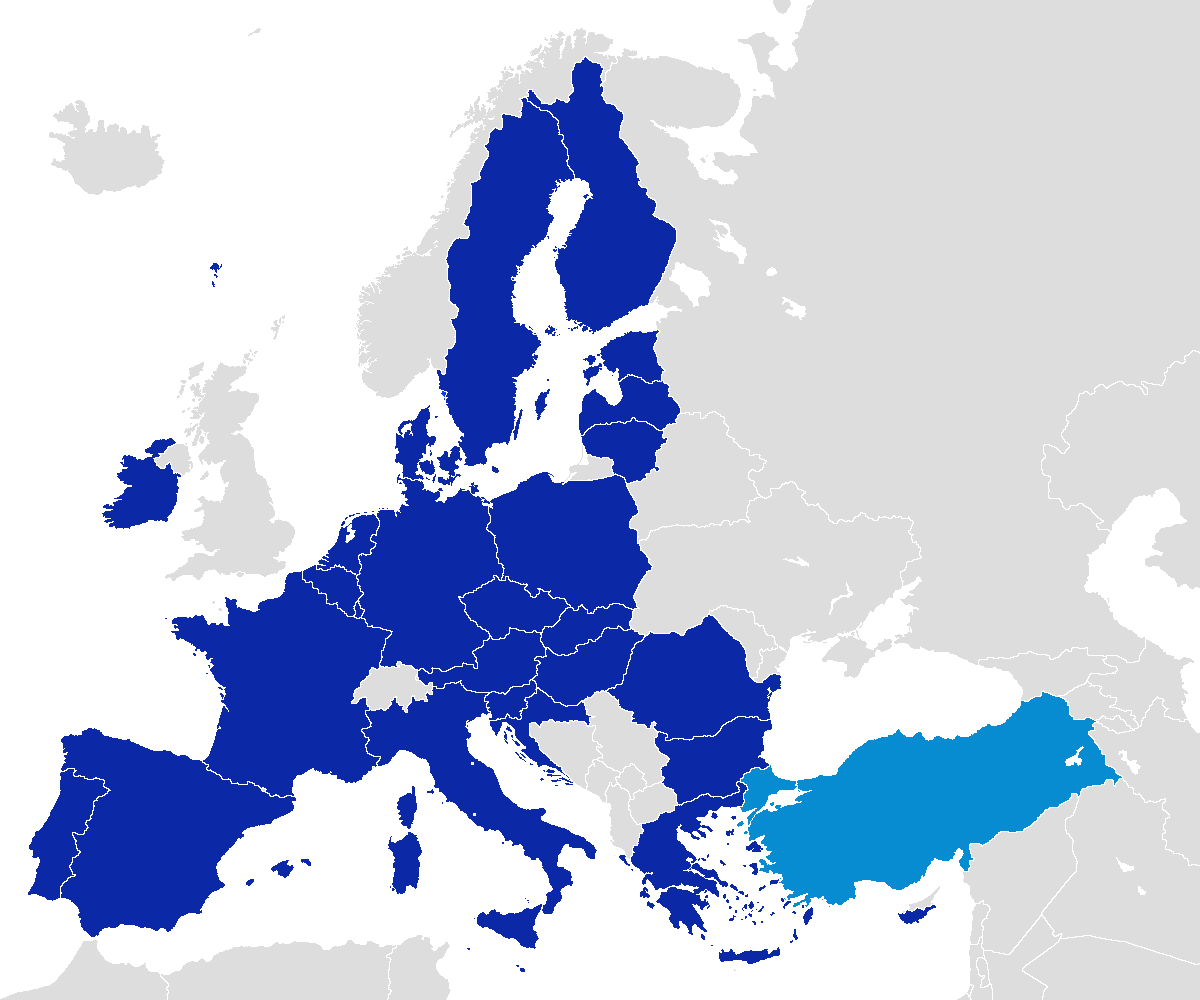
Sau khi trở thành thành một trong các thành viên đầu tiên của Ủy hội châu Âu vào năm 1949, Thổ Nhĩ Kỳ trở thành một thành viên liên kết của EEC vào năm 1963, gia nhập Liên minh thuế quan EU vào năm 1995 và bắt đầu đàm phán về quyền thành viên đầy đủ với Liên minh châu Âu vào năm 2005.

Thổ Nhĩ Kỳ là một thành viên sáng lập của Liên Hợp Quốc (1945), OECD (1961), OIC (1969), OSCE (1973), ECO (1985), BSEC (1992), D-8 (1997) và G-20 (1999). Thổ Nhĩ Kỳ là một thành viên trong Hội đồng Bảo an Liên Hợp Quốc vào các năm 1951-1952, 1954-1955, 1961 và 2009-2010.
Phù hợp với truyền thống định hướng phương Tây của mình, quan hệ với châu Âu luôn là một bộ phận trung tâm trong chính sách đối ngoại của Thổ Nhĩ Kỳ. Thổ Nhĩ Kỳ trở thành một trong các thành viên đầu tiên của Ủy hội châu Âu vào năm 1949, thỉnh cầu về quyền thành viên liên kết của EEC vào năm 1959 và trở thành một thành viên liên kết vào năm 1963. Sau nhiều thập niên đàm phán chính trị, Thổ Nhĩ Kỳ thỉnh cầu về quyền thành viên đầy đủ của EEC vào năm 1987, trở thành một thành viên liên kết của Liên minh Tây Âu vào năm 1992, gia nhập Liên minh Thuế quan EU vào năm 1995 và tham gia đàm phán gia nhập chính thức với EU từ năm 2005. Hiện nay, quyền thành viên EU được cho là một chính sách quốc gia và một mục tiêu chiến lược của Thổ Nhĩ Kỳ. Sự ủng hộ của Thổ Nhĩ Kỳ cho Bắc Síp làm phức tạp quan hệ của Thổ Nhĩ Kỳ với EU và vẫn là một trở ngại lớn ngăn nỗ lực gia nhập EU của quốc gia này.
Phương diện mang tính quyết định khác trong chính sách đối ngoại của Thổ Nhĩ Kỳ là liên minh chiến lược của quốc gia với Hoa Kỳ. Mối đe dọa chung từ Liên Xô trong Chiến tranh Lạnh khiến Thổ Nhĩ Kỳ trở thành một thành viên của NATO vào năm 1952, đảm bảo quan hệ song phương mật thiết với Washington. Sau đó, Thổ Nhĩ Kỳ nhận được hỗ trợ về chính trị, kinh tế và ngoại giao của Hoa Kỳ, bao gồm trong các vấn đề chủ chốt như Thổ Nhĩ Kỳ ứng cử gia nhập EU. Trong tình hình hậu Chiến tranh Lạnh, tính trọng yếu địa chiến lược của Thổ Nhĩ Kỳ chuyển hướng đến các khu vực gần là Trung Đông, Kavkaz và Balkan.
Thổ Nhĩ Kỳ chia sẻ di sản văn hóa và ngôn ngữ chung với các quốc gia Turk độc lập từ Liên Xô vào năm 1991, điều này cho phép Thổ Nhĩ Kỳ khoách trương quan hệ kinh tế và chính trị sâu vào Trung Á, Đường ống Baku-Tbilisi-Ceyhan tạo thành bộ phận trong chiến lược chính sách đối ngoại của Thổ Nhĩ Kỳ để trở thành một nơi chuyển tiếp năng lượng đến phương Tây. Tuy nhiên, biên giới Thổ Nhĩ Kỳ-Armenia bị đóng cửa do Thổ Nhĩ Kỳ ủng hộ Azerbaijan trong Chiến tranh Nagorno-Karabakh và nay vẫn bị đóng cửa.
Dưới chính phủ của Đảng AK, ảnh hưởng của Thổ Nhĩ Kỳ phát triển tại các lãnh thổ nguyên thuộc Ottoman tại Trung Đông và Balkan, dựa theo thuyết "chiều sâu chiến lược", còn được gọi là chủ nghĩa Tân Ottoman.
Thổ Nhĩ Kỳ duy trì lực lượng trong các sứ mệnh quốc tế dưới quyền Liên Hợp Quốc và NATO kể từ năm 1950, bao gồm các sứ mệnh duy trì hòa bình tại Somalia và Nam Tư cũ, và hỗ trợ lực lượng liên quân trong Chiến tranh Vùng Vịnh. Thổ Nhĩ Kỳ duy trì 36.000 binh sĩ tại Bắc Síp, song sự hiện diện của họ gây tranh luận, và hỗ trợ an ninh cho Kurdistan thuộc Iraq. Thổ Nhĩ Kỳ triển khai binh sĩ tại Afghanistan từ năm 2001.

### Quân sự

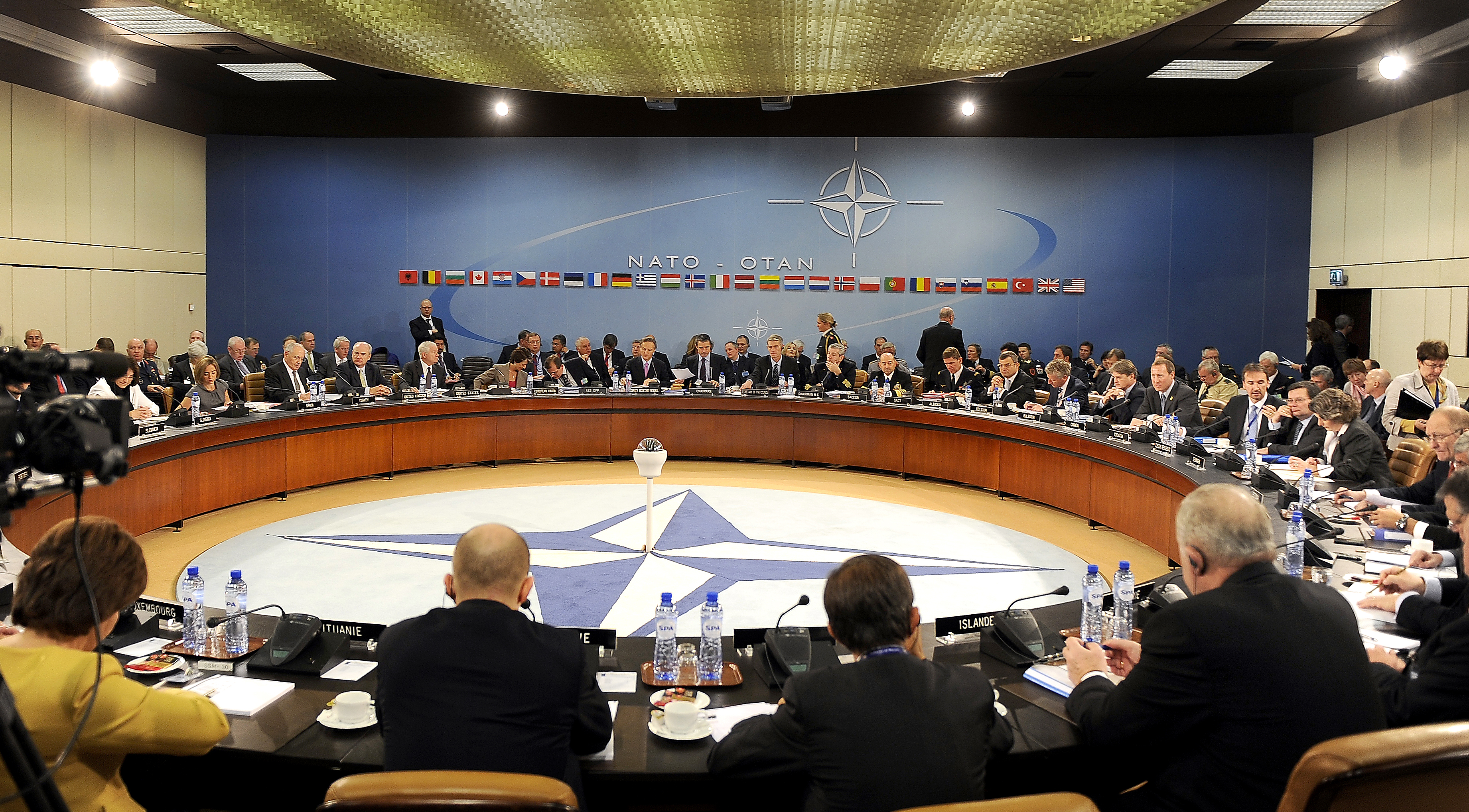
Thổ Nhĩ Kỳ gia nhập NATO vào năm 1952.

Quân đội Thổ Nhĩ Kỳ gồm Lục quân, Hải quân và Không quân. Hiến binh và Tuần duyên hoạt động như các bộ phận của Bộ Nội vụ trong thời bình, song sẽ lần lượt phụ thuộc Lục quân và Hải quân trong thời chiến.
Tổng tham mưu trưởng do Tổng thống bổ nhiệm. Hội đồng Bộ trưởng chịu trách nhiệm trước Quốc hội trong các vấn đề an ninh quốc gia và sự chuẩn bị đầy đủ của lực lượng vũ trang để bảo vệ quốc gia. Tuy nhiên, chỉ Quốc hội mới có thẩm quyền tuyên chiến và triển khai binh sĩ ra nước ngoài hay cho phép quân đội nước ngoài đồn trú tại Thổ Nhĩ Kỳ.
Thổ Nhĩ Kỳ có lực lượng vũ trang thường trực lớn thứ nhì trong NATO, sau Quân đội Hoa Kỳ, với 495.000 binh sĩ được triển khai theo ước tính của NATO vào năm 2011. Thổ Nhĩ Kỳ là một trong năm quốc gia thành viên NATO là bộ phận của chính sách chia sẻ hạt nhân của liên minh, cùng với Bỉ, Đức, Ý và Hà Lan. Tổng cộng có 90 bom hạt nhân B61 được đặt trong căn cứ không quân Incirlik, 40 trong số đó được phân cho Không quân Thổ Nhĩ Kỳ sử dụng trong trường hợp một xung đột hạt nhân, song việc sử dụng chúng cần phải được NATO phê chuẩn.
Mọi nam công dân Thổ Nhĩ Kỳ đủ điều kiện được yêu cầu phục vụ quân đội trong một giai đoạn kéo dài từ ba tuần đến một năm, tùy theo giáo dục và công việc. Thổ Nhĩ Kỳ không công nhận cự tuyệt binh dịch lương tâm và không cung cấp một thay thế dân sự cho nghĩa vụ quân sự.

### Phân cấp hành chính
Thổ Nhĩ Kỳ được chia thành 81 tỉnh. Mỗi tỉnh được chia thành các huyện (ilçe). Tỉnh thường được đặt cùng tên với thành phố thủ phủ của tỉnh đó. Một số tỉnh được công nhận là thành phố tự trị như Istanbul, Ankara, İzmir, Bursa, Konya, Adana.
Thủ đô Thổ Nhĩ Kỳ là Ankara, nhưng thủ đô lịch sử là İstanbul vẫn là một trung tâm văn hoá, kinh tế và tài chính quan trọng của đất nước. Các thành phố quan trọng khác gồm İzmir, Bursa, Adana, Trabzon, Malatya, Gaziantep, Erzurum, Kayseri, Kocaeli, Konya, Mersin, Eskişehir, Diyarbakır, Antalya và Samsun.

## Kinh tế

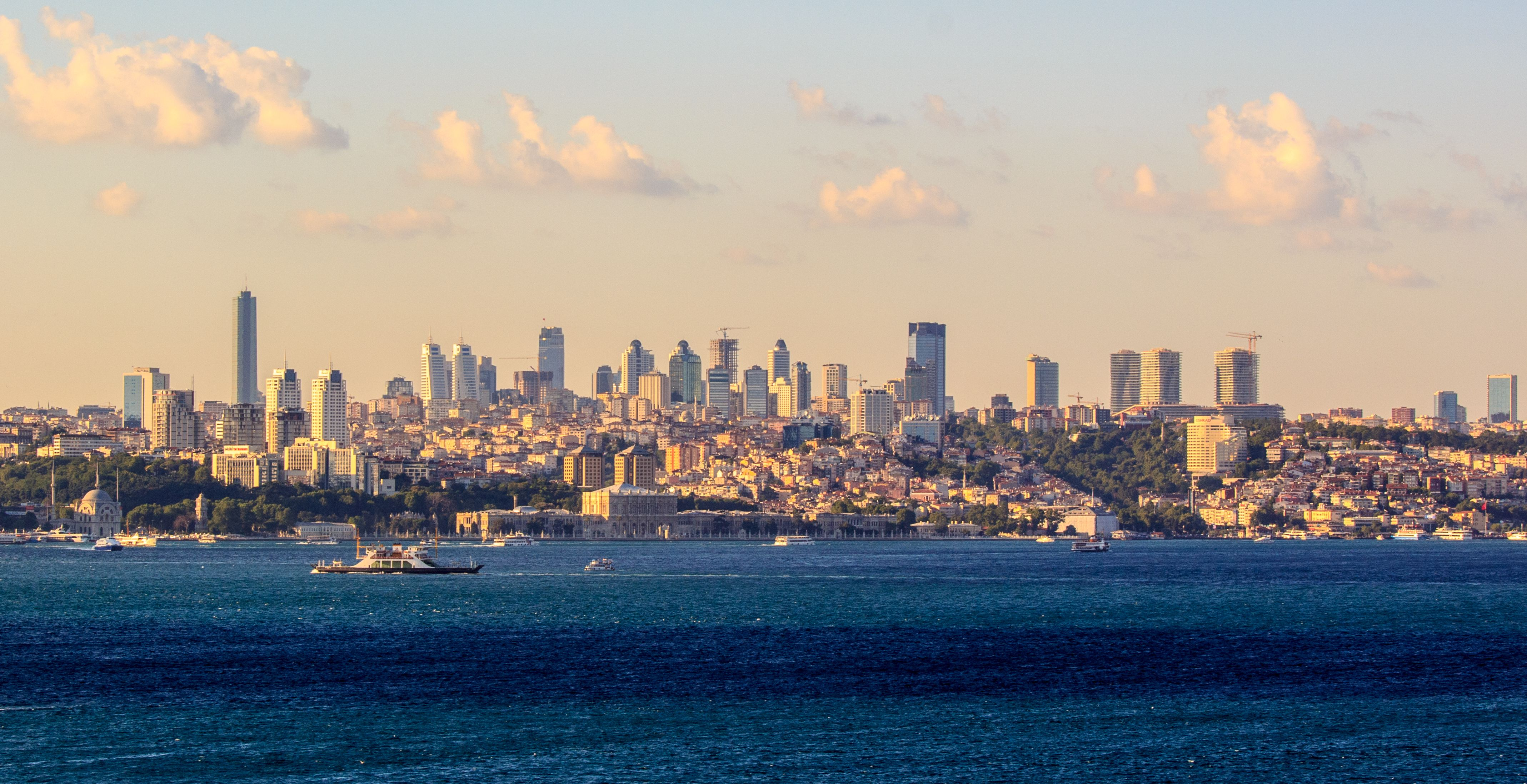
Quang cảnh khu vực kinh doanh Levent tại Istanbul, thành phố lớn nhất và trung tâm kinh tế hàng đầu toàn quốc.

Thổ Nhĩ Kỳ có GDP PPP lớn thứ 13 trên thế giới (2016) và GDP danh nghĩa lớn thứ 18 thế giới (2016). Thổ Nhĩ Kỳ là một trong các thành viên sáng lập của OECD và G-20.
Liên minh thuế quan EU-Thổ Nhĩ Kỳ từ năm 1995 dẫn đến tự do hóa sâu rộng về các mức thuế, và tạo thành một trong các trụ cột quan trọng nhất trong chính sách ngoại thương của Thổ Nhĩ Kỳ. Kim ngạch xuất khẩu của Thổ Nhĩ Kỳ đạt $143,5 tỷ vào năm 2011 và đạt $163 tỷ vào năm 2012 (các đối tác xuất khẩu chính vào năm 2012: Đức 8,6%, Iraq 7,1%, Iran 6,5%, Anh Quốc 5,7%, CTVQARTN 5,4%). Nhập khẩu vào năm 2012 là $229 tỷ (các đối tác nhập khẩu chính vào năm 2012: Nga 11,3%, Đức 9%, Trung Quốc 9%, Hoa Kỳ 6%, Ý 5,6%).
Thổ Nhĩ Kỳ có một ngành công nghiệp ô tô lớn, sản xuất trên một triệu xe ô tô vào năm 2012, được xếp hạng là nhà sản xuất lớn thứ 16 trên thế giới. Xuất khẩu đóng tàu của Thổ Nhĩ Kỳ trị giá US$1,2 tỷ vào năm 2011, các thị trường xuất khẩu chính là Malta, Quần đảo Marshall, Panama và Hoa Kỳ. Các xưởng đóng tàu của Thổ Nhĩ Kỳ có 15 ụ nổi trong các kích cỡ khác nhau và một ụ cạn. Tuzla, Yalova, và İzmit phát triển thành các trung tâm đóng tàu năng động.
Các lĩnh vực chủ chốt khác của kinh tế Thổ Nhĩ Kỳ là ngân hàng, xây dựng, thiết bị gia dụng, thiết bị điện tử, các sản phẩm lọc hóa dầu, thực phẩm, khai mỏ, gang thép, và chế tạo máy. Năm 2010, lĩnh vực nông nghiệp đóng góp 9% vào GDP, trong khi lĩnh vực công nghiệp đóng góp 26% và lĩnh vực dịch vụ đóng góp 65%. Tuy nhiên, một phần tư công việc thuộc lĩnh vực nông nghiệp. Tỷ lệ công việc thuộc nữ giới tại Thổ Nhĩ Kỳ là 30% vào năm 2012, mức thấp nhất trong OECD.
Đầu tư trực tiếp nước ngoài (FDI) đạt $8,3 tỷ vào năm 2012. Năm 2012, Fitch Group nâng hạng mức tín nhiệm đầu tư của Thổ Nhĩ Kỳ sau 18 năm; tiếp đến là Moody's nâng hạng vào tháng 5 năm 2013.
Du lịch Thổ Nhĩ Kỳ tăng trưởng nhanh chóng trong hai thập niên trở lại đây, và tạo thành một bộ phận quan trọng của kinh tế. Năm 2013, 37,8 triệu du khách ngoại quốc đến Thổ Nhĩ Kỳ, biến quốc gia này thành địa điểm du lịch quốc tế phổ biến thứ sáu trên thế giới. Năm 2012, 15% lượng du khách đến từ Đức, 11% đến từ Nga, 8% đến từ Anh Quốc, 5% đến từ Bulgaria.
Đầu thế kỷ XXI, lạm phát cao kinh niên được đưa vào kiểm soát; điều này dẫn đến phát hành đơn vị tiền tệ mới là lira mới Thổ Nhĩ Kỳ vào năm 2005, để củng cố thành tựu của cải cách kinh tế và xóa những vết tích của một nền kinh tế bất ổn. Năm 2009, lira mới Thổ Nhĩ Kỳ được đổi tên lại thành lira Thổ Nhĩ Kỳ, với việc phát hành giấy bạc và đồng xu mới. Như một kết quả các cải cách kinh tế tiếp diễn, lạm phát giảm xuống 8% vào năm 2005, và tỷ lệ thất nghiệp là 10%.

### Lịch sử
Trong sáu thập niên đầu của nền cộng hòa, từ 1923 đến 1983, Thổ Nhĩ Kỳ về đại thể tuân theo một cách tiếp cận gần như trung ương tập quyền với chính phủ lập kế hoạch nghiêm ngặt về ngân sách và các hạn chế do chính phủ áp đặt về ngoại thương, dòng ngoại tệ, đầu tư trực tiếp nước ngoài và khu vực tư nhân tham gia vào các lĩnh vực nhất định. Tuy nhiên, đến năm 1983, Thủ tướng Turgut Özal khởi xướng một loạt cải cách nhằm chuyển đổi kinh tế quốc gia từ một hệ thống tập quyền và cách ly sang mô hình tư nhân nhiều hơn, dựa trên thị trường.
Các cải cách kết hợp với lượng vốn vay nước ngoài chưa từng có thúc đẩy tăng trưởng kinh tế nhanh chóng; song sự tăng trưởng này gián đoạn do các suy thoái và khủng hoảng tài chính vào năm 1994, 1999, và 2001; kết quả là tăng trưởng GDP trung bình 4% mỗi năm từ 1981 đến 2003. Thiếu các cải cách tài chính bổ sung, kết hợp với thiếu hụt tài chính lĩnh vực công lớn và gia tăng cùng tham nhũng phổ biến, dẫn đến lạm phát cao, một lĩnh vực ngân hàng yếu kém và gia tăng bất ổn kinh tế vĩ mô. Kể từ khủng hoảng kinh tế năm 2001 và các cải cách do Bộ trưởng Tài chính đương thời Kemal Derviş khởi xướng, lạm phát giảm xuống một con số, niềm tin của các nhà đầu tư và đầu tư nước ngoài tăng mạnh, và tỷ lệ thất nghiệp giảm xuống.
Thổ Nhĩ Kỳ từng bước mở cửa thị trường của mình thông qua các cải cách kinh tế bằng cách giảm kiểm soát của chính phủ trong ngoại thương và đầu tư và tư nhân hóa các ngành thuộc sở hữu công, và tự do hóa nhiều lĩnh vực để tư nhân và nước ngoài tham dự tiếp tục nằm trong tranh luận chính trị. Tỷ lệ nợ công so với GDP đạt đỉnh là 75,9% trong suy thoái vào năm 2001, giảm xuống còn 26,9% vào năm 2013.
Tăng trưởng GDP thực từ 2002 đến 2007 trung bình đạt 6,8% mỗi năm, biến Thổ Nhĩ Kỳ trở thành một trong các nền kinh tế tăng trưởng nhanh nhất trên thế giới trong giai đoạn đó. Tuy nhiên, tăng trưởng giảm còn 1% vào năm 2008, và đến năm 2009 thì kinh tế Thổ Nhĩ Kỳ chịu tác động của khủng hoảng tài chính toàn cầu, với GDP suy giảm 5%. Kinh tế được ước tính lại tăng trưởng 8% vào năm 2010. Theo dữ liệu của Eurostat, GDP/người của Thổ Nhĩ Kỳ điều chỉnh theo tiêu chuẩn sức mua đạt 52% trung bình EU vào năm 2011.

### Cơ sở hạ tầng
Năm 2013, Thổ Nhĩ Kỳ có 98 cảng hàng không, trong đó có 22 cảng hàng không quốc tế. Tính đến năm 2014, sân bay Istanbul Atatürk là sân bay nhộn nhịp thứ 13 trên thế giới, phục vụ trên 31 triệu hành khách từ tháng 1 đến tháng 7 năm 2014. Turkish Airlines là hãng hàng không quốc gia của Thổ Nhĩ Kỳ từ năm 1933, được Skytrax chọn là hãng hàng không tốt nhất châu Âu trong bốn năm liên tiếp 2011, 2012, 2013 và 2014.
Năm 2014, hệ thống đường bộ của Thổ Nhĩ Kỳ dài 65.623 kilômét (40.776 mi). Tổng chiều dài hệ thống đường sắt là 10.991 km vào năm 2008, bao gồm 2.133 km đường sắt điện khí hóa và 457 km đường sắt cao tốc.
Năm 2008, Thổ Nhĩ Kỳ có 7.555 kilômét (4.694 mi) đường ống dẫn khí đốt tự nhiên và 3.636 kilômét (2.259 mi) đường ống dầu qua lãnh thổ. Đường ống Baku-Tbilisi-Ceyhan là đường ống dầu dài thứ hai trên thế giới. Dòng chảy Xanh Lam dẫn khí đốt tự nhiên từ Nga đến Thổ Nhĩ Kỳ, công suất của đường ống cho phép Thỏ Nhĩ Kỳ bán lại khí đốt của Nga sang châu Âu.
Năm 2013, mức tiêu thụ năng lượng của Thổ Nhĩ Kỳ là 240 nghìn tỉ kwh. Do Thổ Nhĩ Kỳ nhập khẩu 7% nguồn năng lượng vào năm 2013, chính phủ quyết định đầu tư cho năng lượng nguyên tử để giảm lượng nhập khẩu. Thổ Nhĩ Kỳ sử dụng trực tiếp và có năng lực cao thứ năm về địa nhiệt trên thế giới.

## Nhân khẩu
Năm 2023, dân số của Thổ Nhĩ Kỳ là 85.372.377 người, không bao gồm người tị nạn Syria. 93% dân số sinh sống tại các khu vực thành thị. 68,3% dân số từ 15–64 tuổi, 21,4% dưới 14 tuổi, 10,2% trên 65 tuổi. Từ năm 1950 đến năm 2020, dân số của Thổ Nhĩ Kỳ tăng gấp bốn lần từ 20,9 triệu người lên 83,6 triệu người. Năm 2023, tỷ lệ tăng trưởng dân số là 0,1% và tổng tỷ suất sinh là 1,51 con trên một phụ nữ.

### Dân tộc

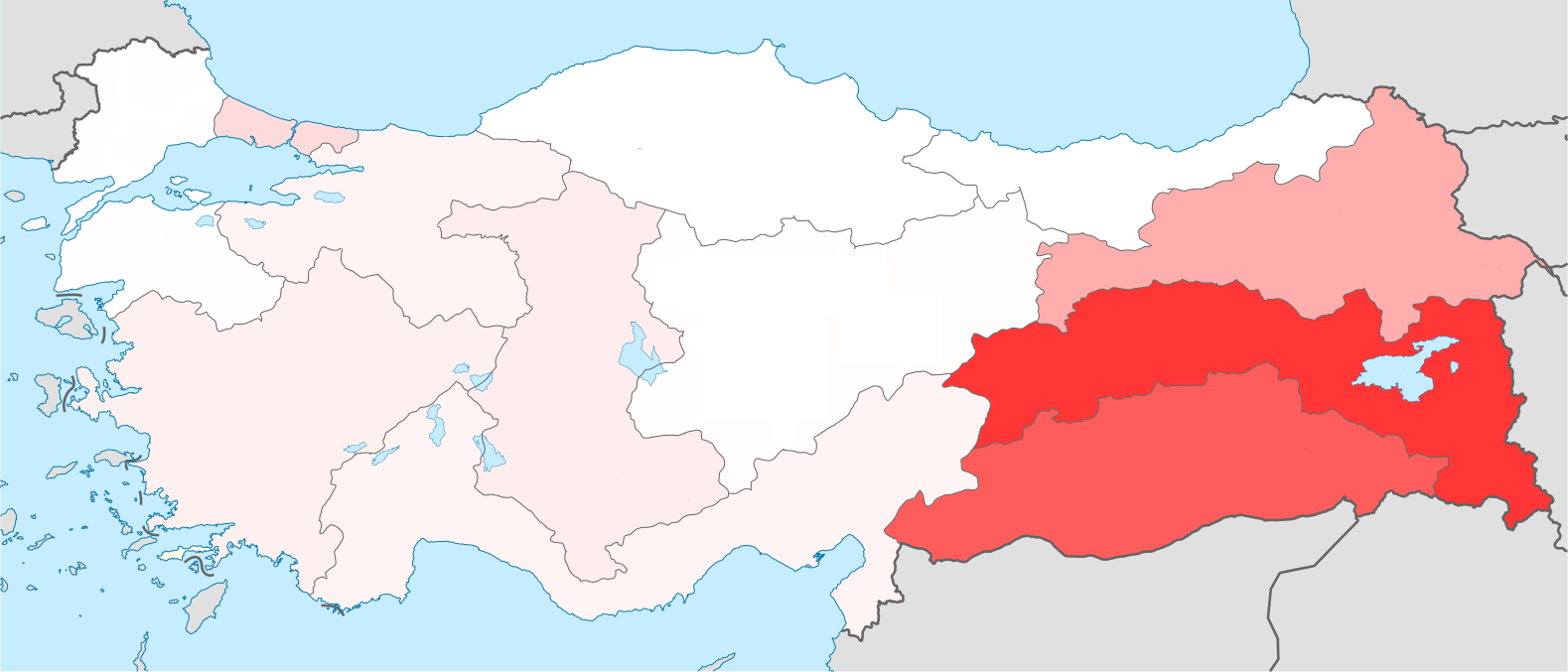
Tỷ lệ dân số người Kurd ở Thổ Nhĩ Kỳ theo vùng (2010)

Hiến pháp Thổ Nhĩ Kỳ định nghĩa người Thổ Nhĩ Kỳ là người có quốc tịch Thổ Nhĩ Kỳ. Thổ Nhĩ Kỳ ước tính có ít nhất 47 dân tộc, nhưng không có số liệu thống kê thành phần dân tộc đầy đủ  vì Thổ Nhĩ Kỳ ngừng thống kê dân tộc sau cuộc điều tra dân số năm 1965. Theo The World Factbook, 70–75% dân số của Thổ Nhĩ Kỳ là người Thổ Nhĩ Kỳ vào năm 2016. Năm 2021, 77% dân số tự nhận là người Thổ Nhĩ Kỳ theo kết quả khảo sát của tổ chức khảo sát KONDA.
Người Kurd là dân tộc thiểu số lớn nhất của Thổ Nhĩ Kỳ, chiếm từ 12 đến 20% dân số. Người Kurd chiếm đa số tại các tỉnh Ağrı, Batman, Bingöl, Bitlis, Diyarbakır, Hakkari, Iğdır, Mardin, Muş, Siirt, Şırnak, Tunceli và Van; 47% dân số tại Şanlıurfa; và 20% dân số tại Kars. Istanbul ước tính có ba triệu người Kurd, là thành phố có dân số người Kurd lớn nhất trên thế giới. 19% dân số tự nhận là người Kurd theo kết quả khảo sát vào năm 2021. Một số người tự nhận là đa dân tộc, ví dụ như đồng thời là người Thổ Nhĩ Kỳ và người Kurd.
2,5% dân số là các di dân quốc tế và Thổ Nhĩ Kỳ chấp thuận trên một triệu người tị nạn Syria từ khi Nội chiến Syria bắt đầu.

### Ngôn ngữ
Tiếng Thổ Nhĩ Kỳ là ngôn ngữ chính thức của Thổ Nhĩ Kỳ và là tiếng mẹ đẻ của khoảng 85% dân số. Khoảng 12% dân số nói tiếng Kurd như tiếng mẹ đẻ. Tiếng Ả Rập và tiếng Zaza là các ngôn ngữ mẹ đẻ của mỗi hơn 1% dân số, và một vài ngôn ngữ khác là ngôn ngữ mẹ đẻ của các bộ phận cư dân nhỏ hơn.

### Tôn giáo
Tôn giáo ở Thổ Nhĩ Kỳ (2016)

Thổ Nhĩ Kỳ là một quốc gia thế tục không có quốc giáo; Hiến pháp Thổ Nhĩ Kỳ đảm bảo quyền tự do tôn giáo và tự do lương tâm. Vị thế của tôn giáo đã là một vấn đề tranh luận trong nhiều năm kể từ khi các đảng Hồi giáo hình thành. Hijab từng bị cấm trong trường học và cơ quan nhà nước do bị coi là một biểu tượng của Hồi giáo chính trị. Lệnh cấm bị bãi bỏ tại trường đại học vào năm 2011, tại cơ quan nhà nước vào năm 2013 và tại trường trung học phổ thông vào năm 2014.

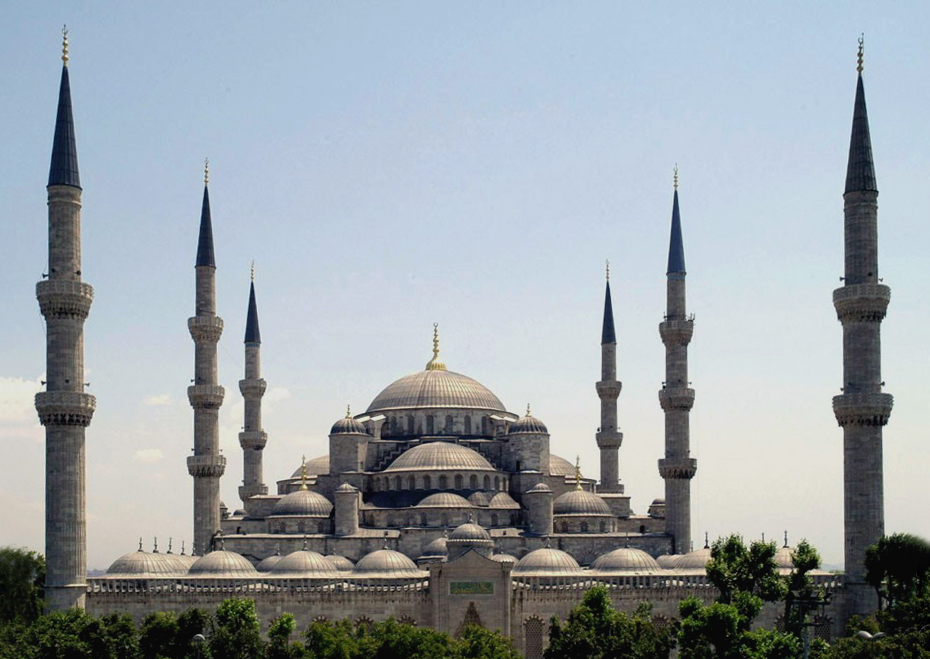
Nhà thờ Hồi giáo Sultan Ahmed tại Istanbul.

Hồi giáo là tôn giáo lớn nhất tại Thổ Nhĩ Kỳ với 99,8% dân số theo Hồi giáo. trong khi một số nguồn đưa ra một ước tính thấp hơn là 96,4%, trong đó giáo phái phổ biến nhất là phái Hanafi của Hồi giáo Sunni. Cục Tôn giáo Thổ Nhĩ Kỳ (tiếng Thổ Nhĩ Kỳ: Diyanet İşleri Başkanlığı) chịu trách nhiệm quản lý hoạt động của khoảng 80.000 nhà thờ Hồi giáo trên cả nước và sử dụng các imam địa phương và cấp tỉnh. Các nguồn hàn lâm đề xuất số tín đồ phái Alevi có thể là từ 15 đến 20 triệu, và theo tạp chí Aksiyon thì số lượng tín đồ phái Imamiyyah (bao gồm Alevi) thuộc Hồi giáo Shia là 3 triệu (4,2%). Thổ Nhĩ Kỳ cũng có một số tín đồ Sufi giáo thuộc Hồi giáo. Khoảng 2% cư dân Thổ Nhĩ Kỳ là người Hồi giáo phi giáo phái.
Tỷ lệ dân số không theo Hồi giáo của Thổ Nhĩ Kỳ giảm từ 19% vào năm 1914 xuống 2,5% vào năm 1927, do các sự kiện có tác động đáng kể đến cấu trúc nhân khẩu, như diệt chủng Armenia, trao đổi cư dân giữa Hy Lạp và Thổ Nhĩ Kỳ, và sự di cư của những người không theo Hồi giáo ra nước ngoài vốn thực sự khởi đầu vào cuối thế kỷ 19 và tăng tốc vào một phần tư đầu của thế kỷ 20, đặc biệt là trong Chiến tranh thế giới thứ nhất và sau Chiến tranh giành độc lập Thổ Nhĩ Kỳ. Hiện nay có hơn 120.000 người là tín đồ của các giáo phái Kitô giáo, chiếm dưới 0,2% dân số, trong đó ước tính có 80.000 tín đồ Chính thống giáo Cổ Đông phương, 35.000 tín đồ Công giáo, 18.000 người Hy Lạp Antioch, 5.000 tín đồ Chính thống giáo Hy Lạp và lượng nhỏ tín đồ Tin Lành. Chính thống giáo Đông phương có trụ sở tại Istanbul từ thế kỷ 4. 26.000 người Do Thái sinh sống tại Thổ Nhĩ Kỳ, đại đa số họ thuộc nhánh Sephardi.

### Giáo dục

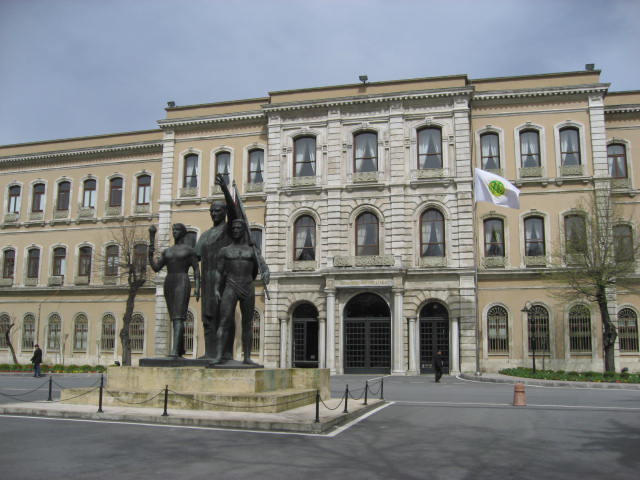
Đại học Istanbul là trường đại học đầu tiên của Thổ Nhĩ Kỳ.

Bộ Giáo dục Quốc dân chịu trách nhiệm về giáo dục trước đại học. Giáo dục phổ thông là bắt buộc và kéo dài trong 12 năm: bốn năm cho cấp tiểu học, trung học cơ sở và trung học phổ thông. Dưới 50% dân số Thổ Nhĩ Kỳ từ 25 đến 34 tuổi hoàn thành một bậc trung học, so với tỷ lệ trung bình trên 80% của OECD. Giáo dục cơ bản tại Thổ Nhĩ Kỳ được nhận định là tụt hậu so với các quốc gia OECD khác, với khác biệt đáng kể. Khả năng tiếp cận trường học chất lượng cao phụ thuộc nhiều vào thành tích trong các kỳ thi nhập học trung học cơ sở, do vậy một số học sinh bắt đầu tham dự các lớp học gia sư từ khi 10 tuổi. Tỷ lệ biết chữ vào năm 2011 là 94,1%; 97,9% đối với nam và 90,3% đối với nữ.
Năm 2011, Thổ Nhĩ Kỳ có 166 trường đại học. Nhập học giáo dục bậc đại học phụ thuộc vào kết quả khảo thí tuyển chọn ÖSS. Năm 2008, hạn ngạch tiếp nhận sinh viên là 600.000, trong khi có 1.700.000 tham dự thi ÖSS vào năm 2007. Ngoại trừ khoa giáo dục mở tại Đại học Anadolu, nhập học được quy định theo khảo thí ÖSS quốc gia, sau khi thi các học sinh tốt nghiệp cao trung được phân vào các đại học theo thành tích của họ. Theo Xếp hạng đại học thế giới năm 2012-2013 của Times Higher Education, đại học đứng đầu tại Thổ Nhĩ Kỳ là Đại học Kỹ thuật Trung Đông, tiếp sau là Đại học Bilkent và Đại học Koç, Đại học Kỹ thuật Istanbul và Đại học Boğaziçi.

## Văn hóa
Văn hóa Thổ Nhĩ Kỳ rất đa dạng, là một sự pha trộn của các yếu tố khác nhau đến từ văn hóa và truyền thống Thổ Oğuz, Anatolia, Ottoman (tiếp nối văn hóa Hy-La và Hồi giáo) và phương Tây- bắt đầu khi Ottoman Tây hóa và vẫn tiếp tục cho đến nay. Nguồn gốc của sự pha trộn này bắt đầu khi dân tộc và văn hóa Thổ tiếp xúc với văn hóa của các dân tộc cư trú trên hành trình mà họ di cư từ Trung Á về phía tây. Văn hóa Thổ Nhĩ Kỳ là một sản phẩm của các nỗ lực kiến thiết một quốc gia phương Tây "hiện đại", trong khi duy trì tôn giáo truyền thống và các giá trị lịch sử.

### Nghệ thuật

Kaplumbağa Terbiyecisi (người huấn luyện rùa) của Osman Hamdi Bey.

Hội họa Thổ Nhĩ Kỳ theo quan niệm phương Tây phát triển tích cực bắt đầu từ giữa thế kỷ XIX. Các bài học hội họa đầu tiên được đưa vào trong chương trình của thể chế mà nay là Đại học Kỹ thuật Istanbul vào năm 1793, chủ yếu cho các mục đích kỹ thuật. Đến cuối thế kỷ XIX, hình tượng nhân vật trong quan niệm phương Tây được xác lập trong hội họa Thổ Nhĩ Kỳ, đặc biệt là với Osman Hamdi Bey. Nằm trong các xu hướng đương thời, chủ nghĩa ấn tượng xuất hiện sau đó với Halil Paşa. Các họa sĩ Thổ Nhĩ Kỳ trẻ tuổi được cử đến châu Âu vào năm 1926 và được truyền cảm hứng từ các xu hướng đương thời như dã thú, lập thể và thậm chí là biểu hiện. "Nhóm D" gồm các họa sĩ mà đứng đầu là Abidin Dino, Cemal Tollu, Fikret Mualla, Fahrünnisa Zeid, Bedri Rahmi Eyüboğlu, Adnan Çoker và Burhan Doğançay giới thiệu một số xu hướng đã tồn tại bên phương Tây trong hơn ba thập niên. Các phong trào quan trọng khác trong hội họa Thổ Nhĩ Kỳ là "Yeniler Grubu" vào cuối thập niên 1930; "On'lar Grubu" trong thập niên 1940; "Yeni Dal Grubu" trong thập niên 1950; "Siyah Kalem Grubu" trong thập niên 1960.
Sự tương tác giữa Ottoman và thế giới Hồi giáo cùng châu Âu góp phần vào sự pha trộn các truyền thống Thổ, Hồi giáo, và châu Âu trong âm nhạc và văn học Thổ Nhĩ Kỳ hiện nay. Văn học Thổ Nhĩ Kỳ chịu tác động mạnh từ văn học Ba Tư và Ả Rập trong hầu hết thời kỳ Ottoman. Các cải cách Tanzimat đưa đến các thể loại của văn học phương Tây mà người Thổ chưa được biết đến trước đó, chủ yếu là tiểu thuyết và truyện ngắn. Nhiều tác gia trong thời kỳ Tanzimat đồng thời viết trong vài thể loại: như nhà thơ Nâmık Kemal cũng sáng tác tiểu thuyết trọng yếu mang tên İntibâh vào năm 1876. Hầu hết căn nguyên của văn học Thổ Nhĩ Kỳ hiện đại được hình thành từ năm 1896 đến năm 1923. Về đại thể, có ba phong trào văn học chủ yếu trong thời kỳ này: Phong trào Edebiyyât-ı Cedîde (tân văn); Fecr-i Âtî (bình minh tương lai); và Millî Edebiyyât (quốc văn). Bước đi cấp tiến đầu tiên về cách tân trong thi đàn Thổ Nhĩ Kỳ là của Nâzım Hikmet, ông đưa vào phong cách thơ tự do. Cuộc cách mạng khác trong thi đàn Thổ Nhĩ Kỳ đến vào khoảng năm 1941 cùng với Phong trào Garip. Tiểu thuyết gia người Thổ Nhĩ Kỳ Orhan Pamuk nhận giải Nobel Văn học năm 2006.
Thổ Nhĩ Kỳ có văn hóa vũ điệu dân gian đa dạng. Hora được biểu diễn tại Đông Thrace; Zeybek tại khu vực Aegea, Nam Marmara và Đông-Trung Anatolia; Teke tại khu vực Tây Địa Trung Hải; Kaşık Oyunları và Karşılama tại Tây-Trung Anatolia, Tây Hắc Hải, Nam Marmara và Đông Địa Trung Hải; Horon tại khu vực Trung và Đông Hắc Hải; Halay tại Đông Anatolia và Trung Anatolia; và Bar cùng Lezginka tại Đông Bắc Anatolia.

### Kiến trúc
Kiến trúc của người Thổ Seljuk kết hợp các yếu tố và đặc điểm của kiến trúc Thổ Trung Á với kiến trúc Ba Tư, Ả Rập, Armenia, và Byzantine. Chuyển biến từ kiến trúc Seljuk sang kiến trúc Ottoman dễ nhận thấy nhất là tại Bursa, đây là kinh đô của Ottoman từ năm 1335 đến năm 1413. Sau khi Ottoman chinh phục Constantinopolis (Istanbul) vào năm 1453, kiến trúc Ottoman chịu ảnh hưởng đáng kể từ kiến trúc Byzantine. Cung điện Topkapı tại Istanbul là một trong các mẫu nổi tiếng nhất về kiến trúc Ottoman cổ điển và là dinh thự chính của các Sultan trong khoảng 400 năm. Mimar Sinan là kiến trúc sư tối quan trọng của thời kỳ cổ điển trong lịch sử kiến trúc Ottoman. Ông là kiến trúc sư trưởng của ít nhất 374 tòa nhà được xây tại nhiều tỉnh của Đế quốc trong thế kỷ XVI.
Kể từ thế kỷ XVIII, kiến trúc Thổ Nhĩ Kỳ chịu ảnh hưởng ngày càng tăng từ các phong cách châu Âu, và điều này có nhận thấy cụ thể trong các tòa nhà thời kỳ Tanzimat của Istanbul như các cung điện Dolmabahçe, Çırağan, Feriye, Beylerbeyi, Küçüksu, Ihlamur và Yıldız. Các nhà bên bờ biển (yalı) tại eo biển Bosphorus cũng phản ánh pha trộn giữa các phong cách Ottoman cổ điển và châu Âu trong thời kỳ đó. Phong trào kiến trúc quốc gia thứ nhất vào đầu thế kỷ XX tìm cách tạo một kiến trúc mới, dựa trên các motif từ kiến trúc Seljuk và Ottoman. Phong trào cũng được gán cho tên Tân cổ điển Thổ Nhĩ Kỳ hay Phục hưng kiến trúc quốc gia. Các kiến trúc sư hàng đầu trong phong trào này là Vedat Tek, Mimar Kemaleddin Bey, Arif Hikmet Koyunoğlu và Giulio Mongeri. Các tòa nhà nổi bật từ thời kỳ này là Bưu điện Lớn tại Istanbul (1905-1909), Chung cư Tayyare (1919-1922), hay trụ sở đầu tiên của Türkiye İş Bankası tại Ankara (1926-1929), Bebek Mosque,

### Thể thao

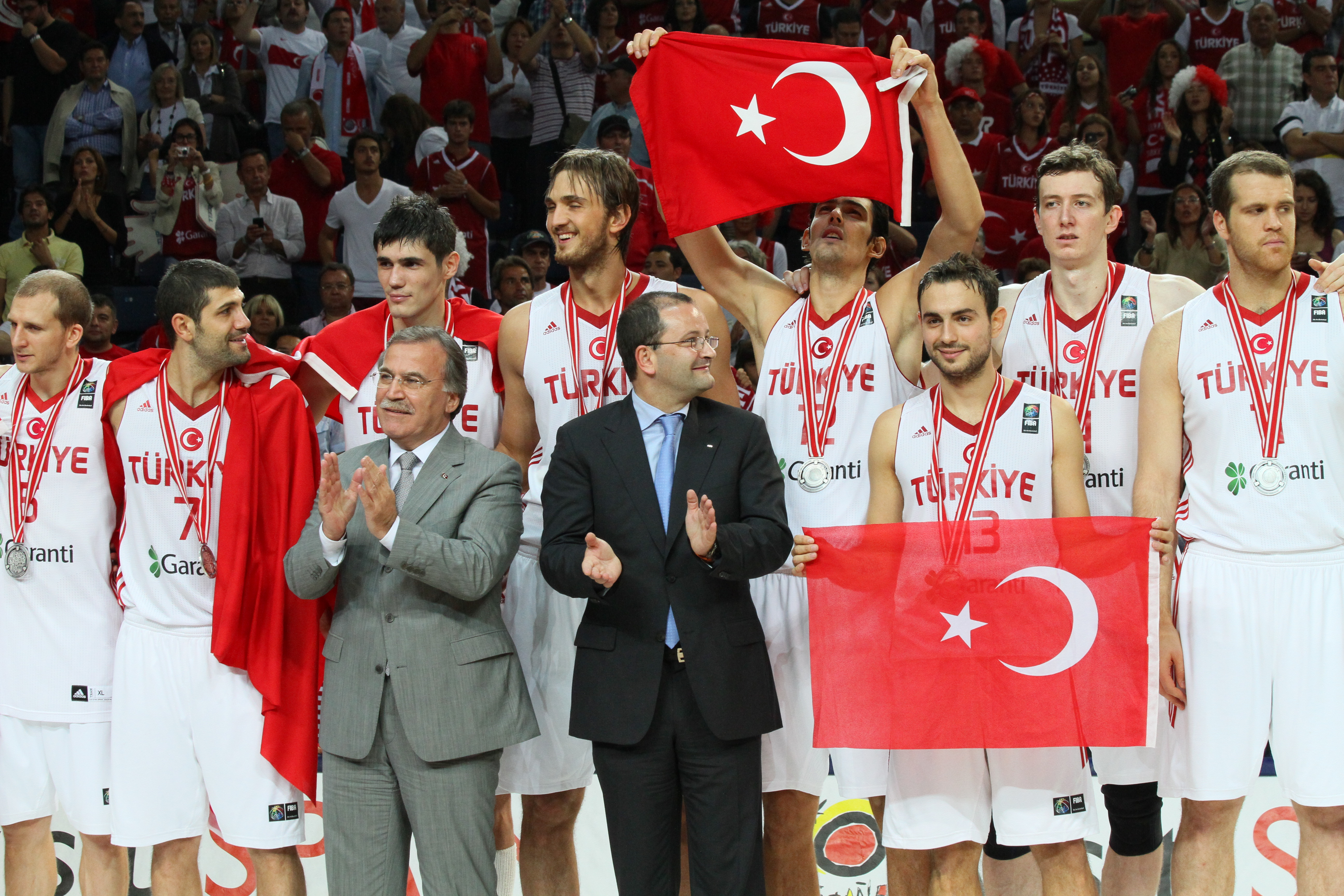
Thổ Nhĩ Kỳ giành huy chương bạc tại Giải vô địch bóng rổ thế giới năm 2010.

Môn thể thao phổ biến nhất tại Thổ Nhĩ Kỳ là bóng đá. Câu lạc bộ Galatasaray giành chiến thắng tại UEFA Cup và UEFA Super Cup năm 2000. Đội tuyển bóng đá quốc gia Thổ Nhĩ Kỳ xếp thứ ba và giành huy chương đồng tại Giải vô địch bóng đá thế giới 2002 và tại Cúp Liên đoàn các châu lục 2003; trong khi cũng vào đến bán kết tại Giải vô địch bóng đá châu Âu 2008.
Các môn thể thao chủ lưu khác như bóng rổ và bóng chuyền cũng phổ biến tại Thổ Nhĩ Kỳ. Đội tuyển bóng rổ nam quốc gia Thổ Nhĩ Kỳ xếp thứ nhì và giành huy chương bạc tại Giải vô địch bóng rổ thế giới 2010 và tại Giải bóng rổ châu Âu 2001, cả hai giải đều được tổ chức tại Thổ Nhĩ Kỳ. Câu lạc bộ bóng rổ Anadolu Efes S.K. vô địch tại Giải Korać 1995-1996, xếp thứ nhì tại Cúp Saporta 1992-93, xếp thứ ba tại Euroleague và Suproleague 2000-2001.
Đội tuyển bóng chuyền nữ quốc gia Thổ Nhĩ Kỳ giành huy chương bạc tại Giải vô địch châu Âu 2003, giành huy chương đồng tại Giải vô địch châu Âu 2011 và 2012 FIVB World Grand Prix. Họ cũng giành huy chương vàng (2005), huy chương bạc (1987, 1991, 1997, 2001, 2009, 2013) và huy chương đồng (1993) tại Đại hội Thể thao Địa Trung Hải.
Môn thể thao truyền thống quốc gia của Thổ Nhĩ Kỳ là yağlı güreş (đấu vật ngâm dầu) từ thời kỳ Ottoman. Thành phố Edirne tổ chức thi đấu vật ngâm dầu thường niên Kırkpınar kể từ năm 1361. Các thể thức đấu vật quốc tế do FILA quản lý như đấu vật tự do và đấu vật cổ điển cũng phổ biến, các đô vật người Thổ Nhĩ Kỳ giành được nhiều danh hiệu ở tầm châu Âu, thế giới, và Thế vận hội cả ở nội dung cá nhân và đội tuyển quốc gia.

### Ẩm thực

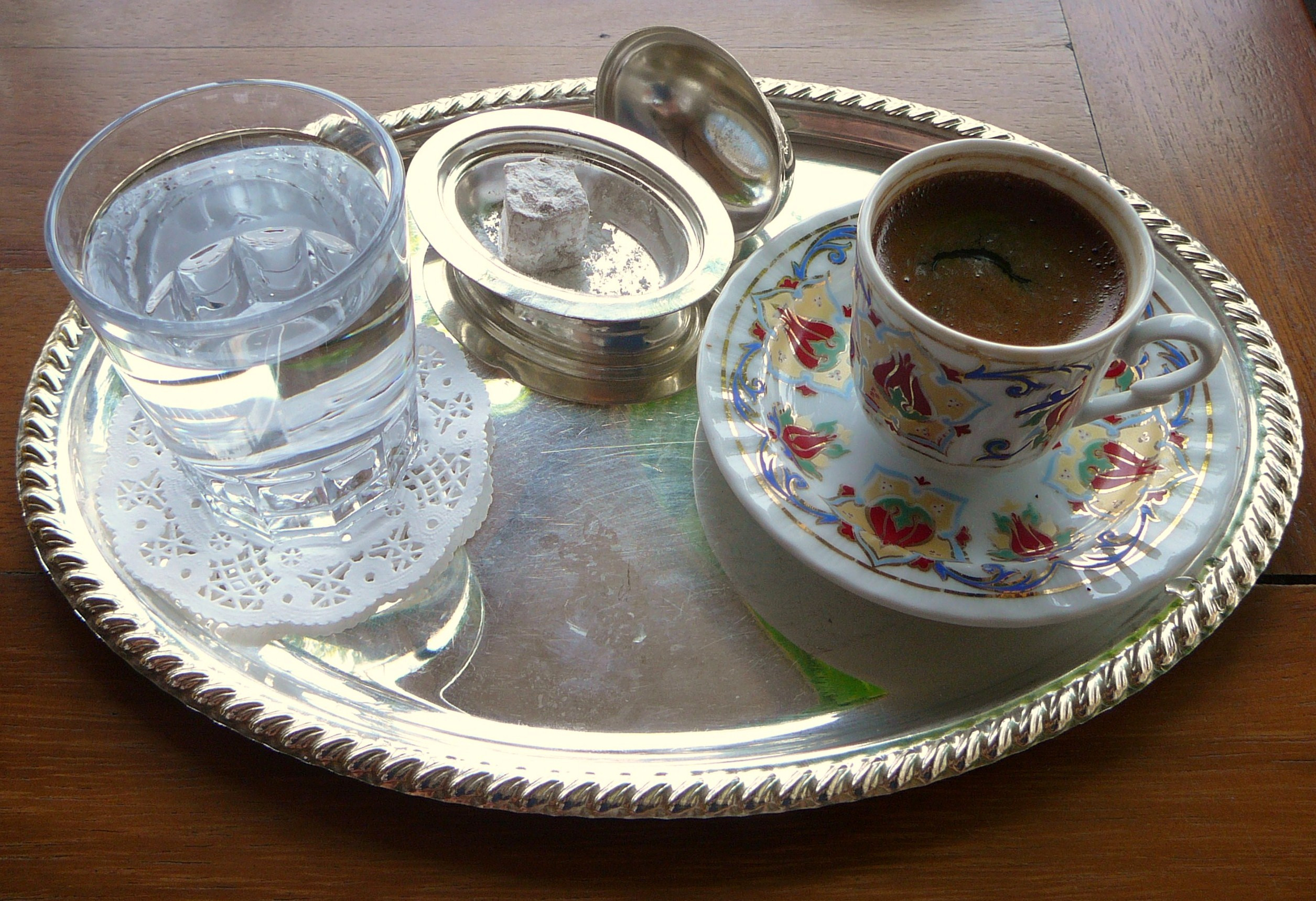
Cà phê Thổ Nhĩ Kỳ và kẹo mềm Thổ Nhĩ Kỳ. Cà phê Thổ Nhĩ Kỳ được UNESCO đưa vào danh sách di sản văn hóa phi vật thể.

Ẩm thực Thổ Nhĩ Kỳ được cho là một trong các nền ẩm thực nổi tiếng nhất trên thế giới, sự phổ biến của nó phần lớn là do ảnh hưởng văn hóa của Ottoman và một phần là nhờ ngành du lịch có quy mô lớn của Thổ Nhĩ Kỳ. Ẩm thực Thổ Nhĩ Kỳ phần lớn là di sản của ẩm thực Ottoman – một sự hợp nhất và chắt lọc các nền ẩm thực Trung Á, Kavkaz, Trung Đông, Địa Trung Hải và Balkan.
Vị trí địa lý nằm giữa phương Đông và Địa Trung Hải giúp cho người Thổ Nhĩ Kỳ hoàn toàn kiểm soát các tuyến đường mậu dịch lớn, và có một môi trưởng lý tưởng cho thực vật và động vật phát triển. Ẩm thực Thổ Nhĩ Kỳ được thiết lập từ giữa thập niên 1400, lúc khởi đầu Ottoman. Salad sữa chua, cá ngâm dầu ô liu, và các loại rau nhồi và bao trở thành các sản phẩm chủ yếu của Thổ Nhĩ Kỳ. Đế quốc cuối cùng trải rộng từ Áo đến Bắc Phi, sử dụng các đạo lộ và thủy lộ của mình để nhập khẩu các nguyên liệu ngoại lai từ khắp nơi trên thế giới. Đến cuối thập niên 1500, triều đình Ottoman có trên 1.400 đầu bếp nội trú và thông qua các luật quy định tính tươi nguyên của thực phẩm. Từ khi Đế quốc sụp đổ trong Chiến tranh thế giới thứ nhất và nước Cộng hòa Thổ Nhĩ Kỳ được thành lập, các thực phẩm ngoại quốc như xốt hollandaise Pháp và thức ăn nhanh phương Tây trở thành đồ ăn thường nhật của người Thổ Nhĩ Kỳ.

### Truyền thông
Hàng trăm kênh truyền hình, hàng nghìn đài phát thanh địa phương và quốc gia, cùng báo chí, một ngành điện ảnh phong phú và sinh lợi, phát triển nhanh chóng của internet băng thông rộng tạo một ngành truyền thông sôi động tại Thổ Nhĩ Kỳ. Năm 2003, tổng cộng có 257 đài truyền hình và 1.100 đài phát thanh được cấp phép hoạt động, và các đài khác hoạt động mà không được cấp phép. Trong số các đài được cấp phép, có 16 đài truyền hình và 36 đài phát thanh tiếp cận khán giả toàn quốc. Đa số khán giả được phân chia giữa đài công cộng TRT và các kênh kiểu mạng lưới như Kanal D, Show TV, ATV và Star TV. Truyền thông quảng bá có độ thâm nhập rất cao do các hệ thống chảo vệ tinh và cáp hiện hữu rộng rãi. Hội đồng Tối cao Phát thanh và Truyền hình là một thể chế của chính phủ có trách nhiệm quản lý truyền thông quảng bá. Tính theo lưu thông, các nhật báo phổ biến nhất là Zaman, Posta, Hürriyet, Sözcü, Sabah và Habertürk. Phim truyền hình Thổ Nhĩ Kỳ ngày càng trở nên phổ biến bên ngoài biên giới Thổ Nhĩ Kỳ, và nằm trong các mặt hàng xuất khẩu quan trọng nhất của quốc gia cả về lợi nhuận và các quan hệ công chúng. Freedom House xếp hạng truyền thông Thổ Nhĩ Kỳ là không tự do.